# Slivoň
Slivoň (Prunus) je rozsáhlý rod stromů a keřů z čeledi růžovitých se značným hospodářským a kulturním významem. Zahrnuje velké množství oblíbených ovocných dřevin, jako jsou švestka, meruňka, višeň, třešeň, mandloň a broskvoň, stejně jako druhy planě rostoucí, jako jsou střemcha, trnka či mahalebka. Slivoně se vyznačují jednoduchými, střídavými listy a oboupohlavnými, zpravidla vonnými květy. Obsahují množství různých chemických látek, mimo jiné i toxického amygdalinu. Plodem jsou peckovice různé velikosti a barvy.
V minulosti byl dnešní široce pojatý rod rozdělován do několika rodů. Počet taxonů zahrnovaných dnes do rodu Prunus se blíží číslu 500 včetně kříženců a různých poddruhů; druhů je udáváno kolem 200. Rod je rozšířen kosmopolitně, nejvíce v mírných šířkách severní polokoule. Mnohé zástupce lidé pěstují již po tisíce let a byla vyšlechtěna celá řada hybridů a kultivarů. Na českém území je původních šest druhů, další jsou zdomácnělými archeofyty a nebo místy zplaňují z kultury. Pravlastí rodu je východní Asie, kde se vyvinul zhruba před 60 miliony let.
Plody slivoní mají široké spektrum využití: od přímé konzumace v čerstvém stavu po výrobu kompotů, rozvářek, sirupů, džemů a povidel, lze je též sušit, mrazit nebo kandovat. Využívány jsou i při pečení jako náplň meruňkových či švestkových knedlíků i do koláčů a dezertů. Vyrábí se z nich mnoho různých alkoholických nápojů, ať už jde o destiláty (slivovice, meruňkovice), ovocné likéry (griotka, Amaretto), ovocná vína nebo piva. Mandle mají všestranné užití v cukrářství nebo jako pochutina. Z plodů japonské meruňky ume se vyrábí přísady jako umeocet, nakládané jsou známé jako umeboši. Mnohé druhy se užívají i jako okrasné rostliny, např. sakura, která je významným symbolem Japonska. Patří k významným medonosným rostlinám.

## Popis

### Vegetativní orgány, habitus a vzrůst
Slivoně jsou opadavé, zřídka i stálezelené (sekce Laurocerasus nebo zástupci někdejšího tropického rodu Pygeum) stromy nebo keře. Mohou nabývat různého habitu: od nízkých, středně vysokých i vysokých stromů dorůstajích výšek 5 až 25 metrů, zřídka více, přes vícekmenné, bohatě větvené stromky či keře a klonální porosty až po nízké plazivé keře o výšce i méně než 30 centimetrů. Dožívají se relativně krátkého věku, řádově desítky let; výjimkou je třešeň ptačí či meruňka japonská, jejichž stáří může být i několik set let. Kořenový systém je u stromových zástupců kůlovitý, hluboko sahající, bohatě větvený, s arbuskulární mykorhizou. U mnoha druhů je vyvinuta silná kořenová výmladnost, díky níž mohou jedinci vytvářet na stanovišti rozsáhlé polykormony (typicky např. slivoň trnka). Kůra je v mládí hladká, často s nápadnými lenticelami, ve stáří puká a vytváří rozbrázděnou borku, nebo se podélně kroutí a odlupuje. Některé druhy mají zkrácené větvičky (brachyblasty) opatřené kolci. Listy jsou jednoduché, střídavě postavené nebo vyrůstající na brachyblastech, s drobnými opadavými palisty. Listové čepele jsou obvykle kopinatého nebo vejčitého tvaru, se zubatými, pilovitými nebo i téměř celokrajnými okraji; na jejich spodním okraji nebo na řapíku jsou často nektariové žlázky.

### Generativní orgány
Květy jsou oboupohlavné, pravidelné, vyrůstající samostatně nebo v chudých či bohatých květenstvích: okolících, chocholících či hroznech. Rozkvétají obvykle před vyrašením listů nebo současně s listy. Květní lůžko formuje zvonkovitou nebo válcovitou češuli. Kališních i korunních lístků je po pěti, korunní jsou většinou bílé až růžové, zřídka i v odstínech červené, purpurové či fialové. Gyneceum je apokarpní, s jedním plodolistem, semeník je svrchní, volně vyrůstající ze dna češule, s jednou přímou čnělkou. Tyčinky jsou volné, nesrostlé, vyrůstající ve velkém množství (20–100), s barevnými prašníky. Mezi bázemi tyčinek a semeníku se nacházejí květní nektaria. Květy často výrazně voní, opylovány jsou hmyzem, typicky blanokřídlými; úzké vazby s konkrétními opylovači nejsou známy. Co do opylení mohou být samosprašné, nebo cizosprašné, což je třeba vzít do úvahy při zahradní výsadbě.
Květní obaly včetně češule po odkvětu opadávají a semeník dozrává v plod, kterým je kulatá nebo vejčitá peckovice různých rozměrů; u planých druhů je drobnější, s méně masitou dužinou, než u pěstovaných kultivarů. Vyrůstá na stopce nebo přisedle, na povrchu je hladká nebo pýřitě plstnatá, s relativně velkou peckou uvnitř. Dužnina plodů je u převážné většiny slivoní jedlá, u některých druhů však hrozí otravy nebo nevolnosti při pozření semen obsahujících prudce jedovaté látky (střemchy, bobkovišeň).

Základní chromozomové číslo je x = 8, jednotlivé druhy mohou nabývat různého stupně ploidie (2, 4, 6, 8, dokonce i 18).

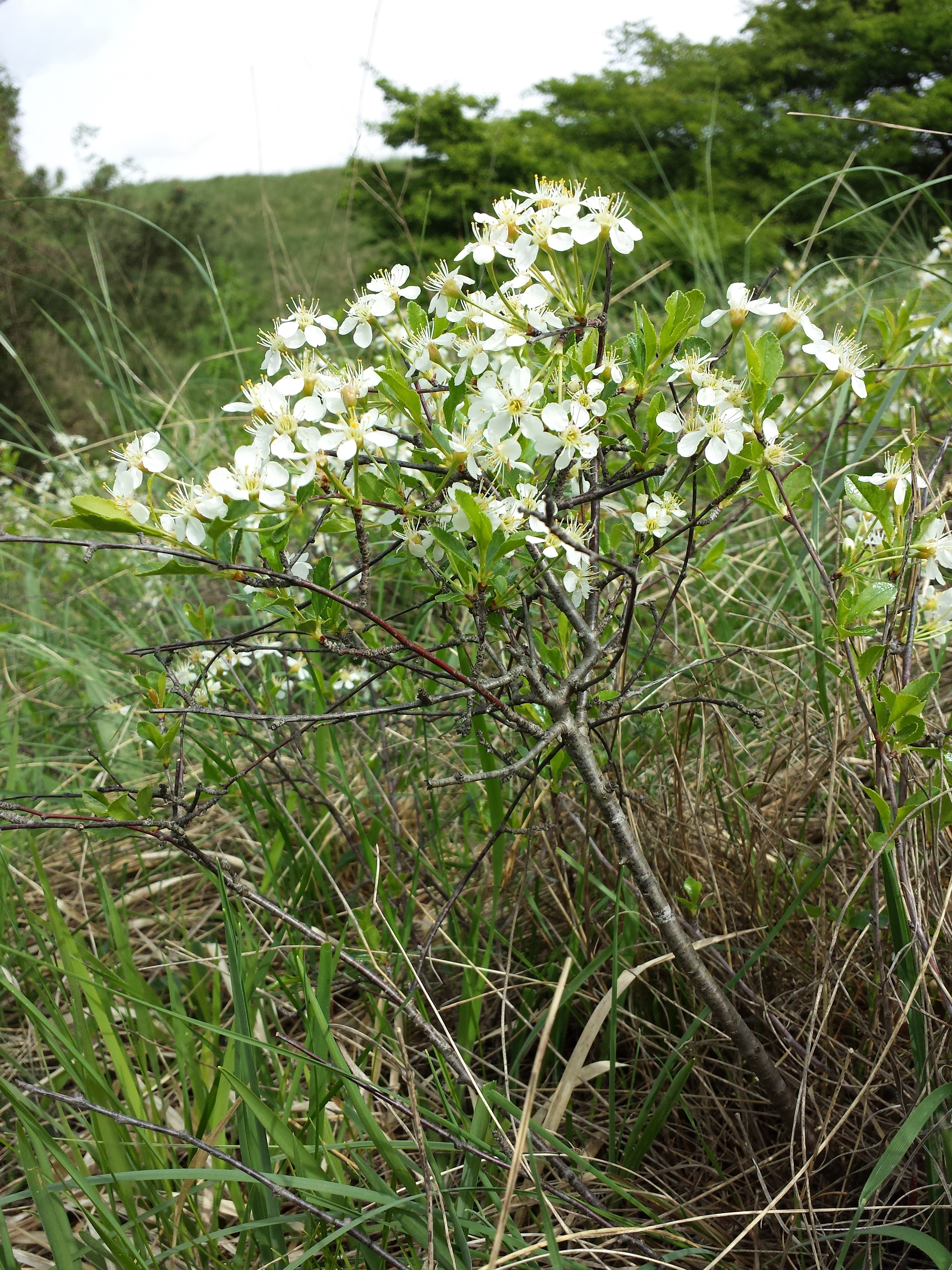
Třešeň křovitá (Prunus fruticosa) patří k nejmenším zástupcům rodu
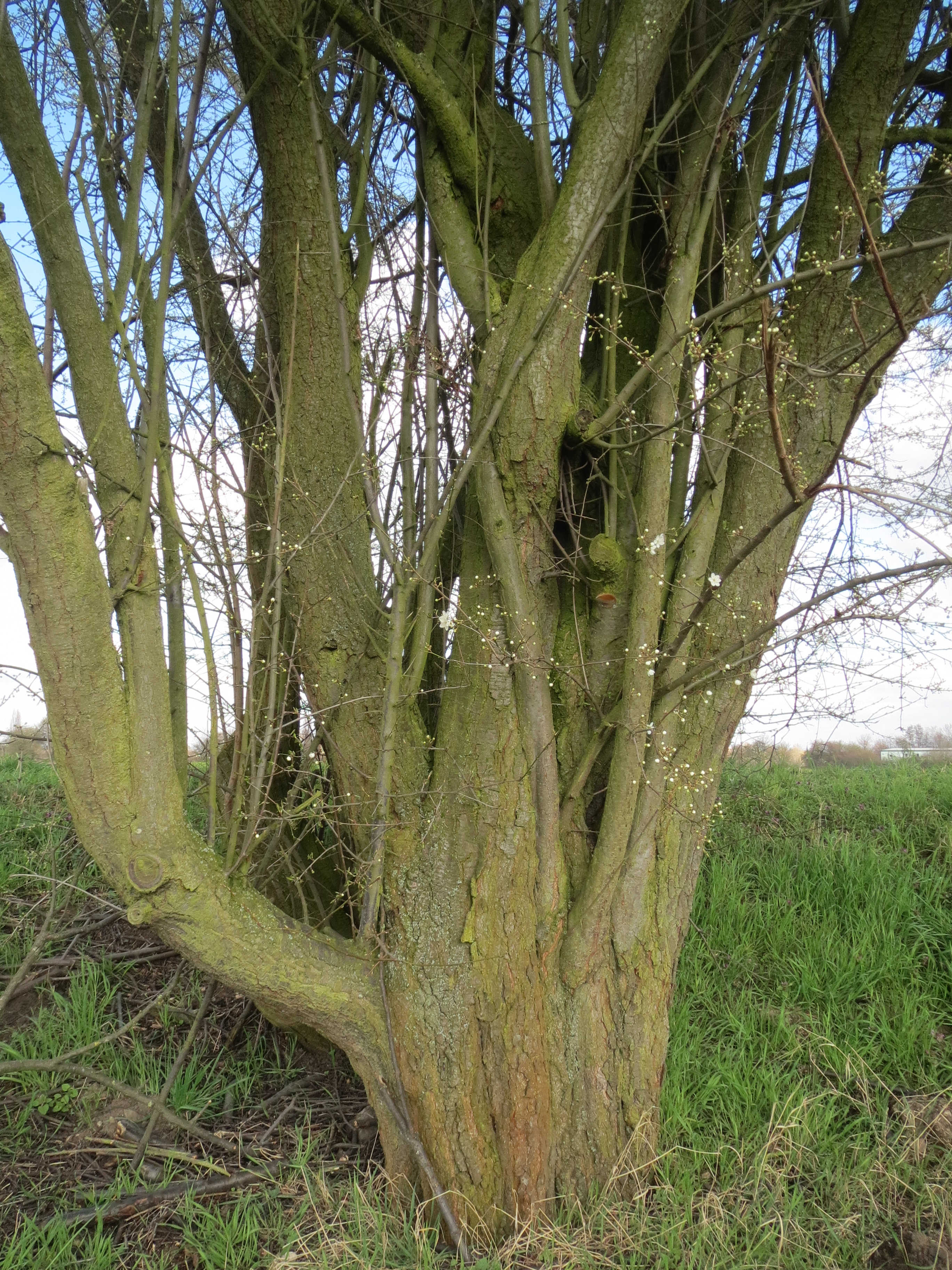
Typické větvení planě rostoucí slivoně (Prunus cerasifera)
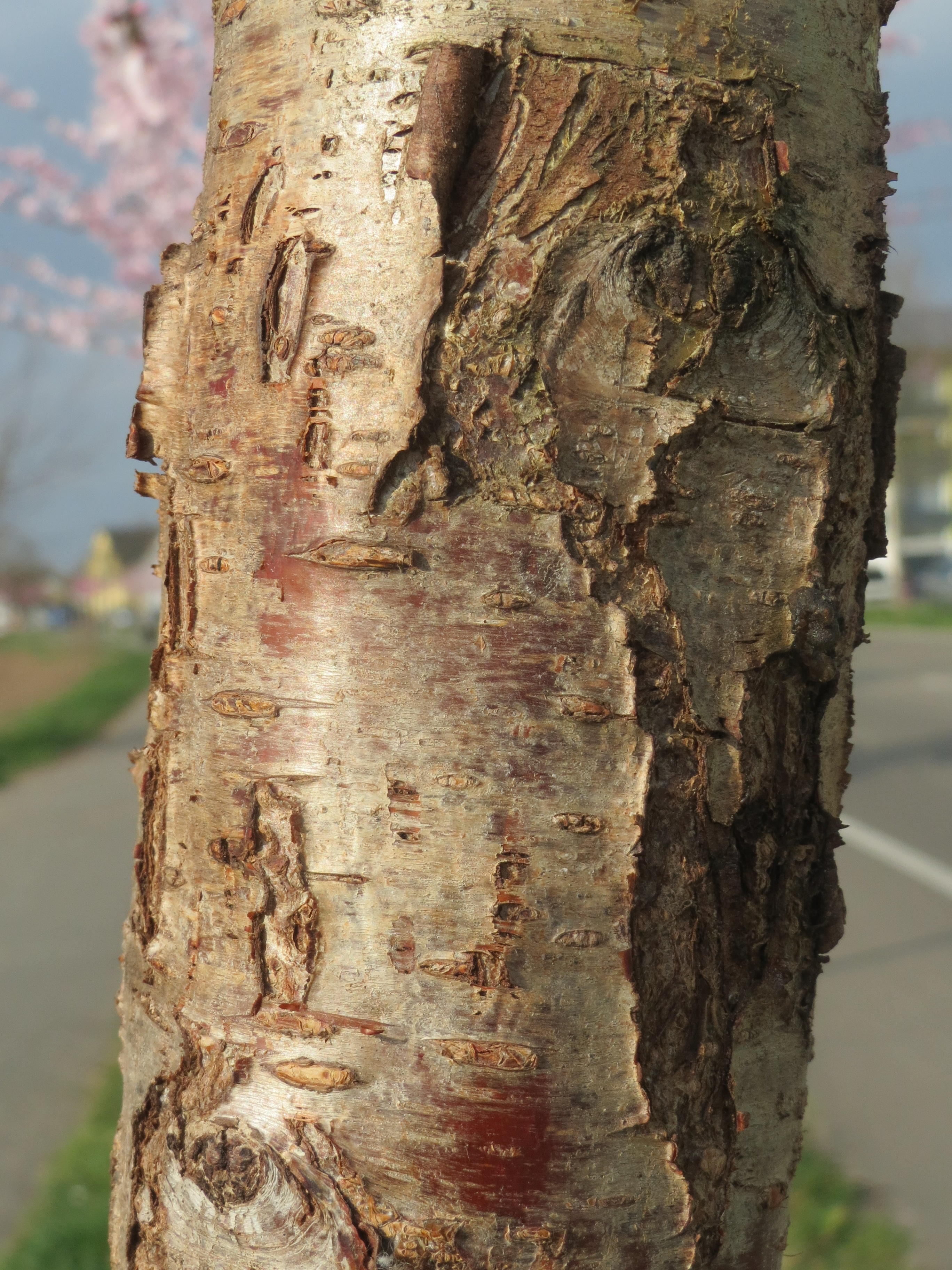
Borka mandloně s typickými jizvami po lenticelách a podélně se odlupující kůrou
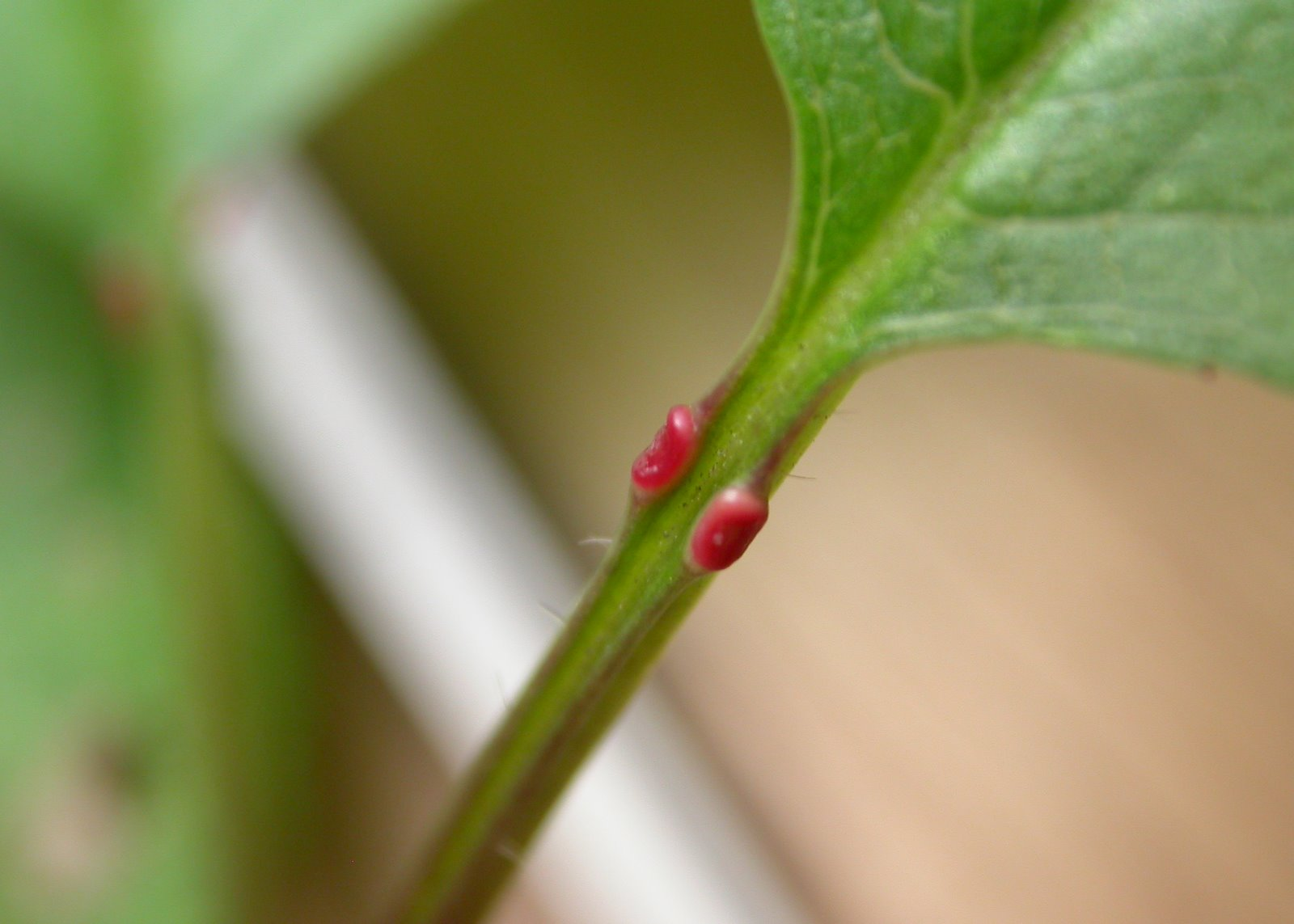
Nektariové žlázky na řapíku
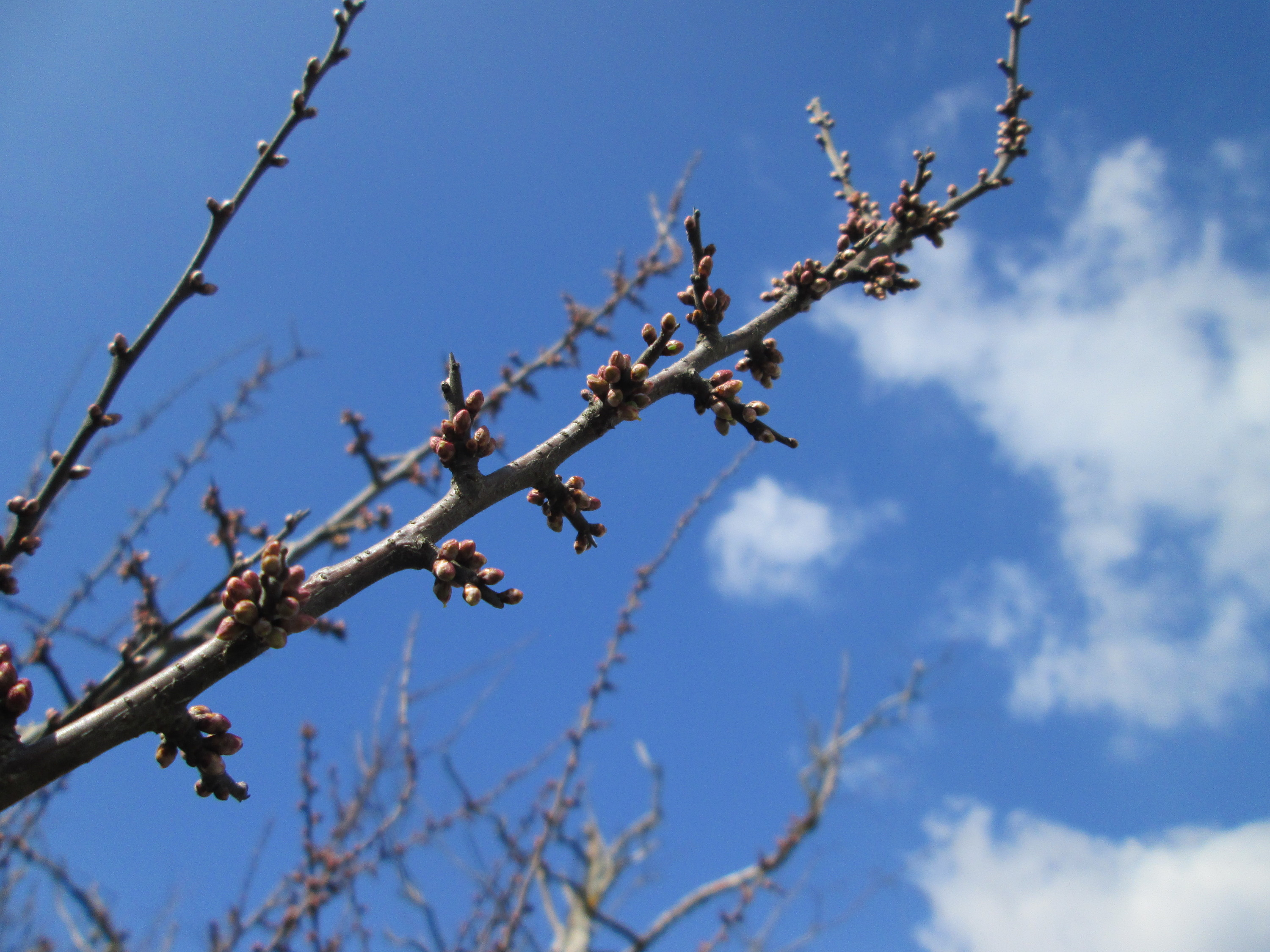
Pupeny na zkrácených větévkách zakončených kolci (trnka)
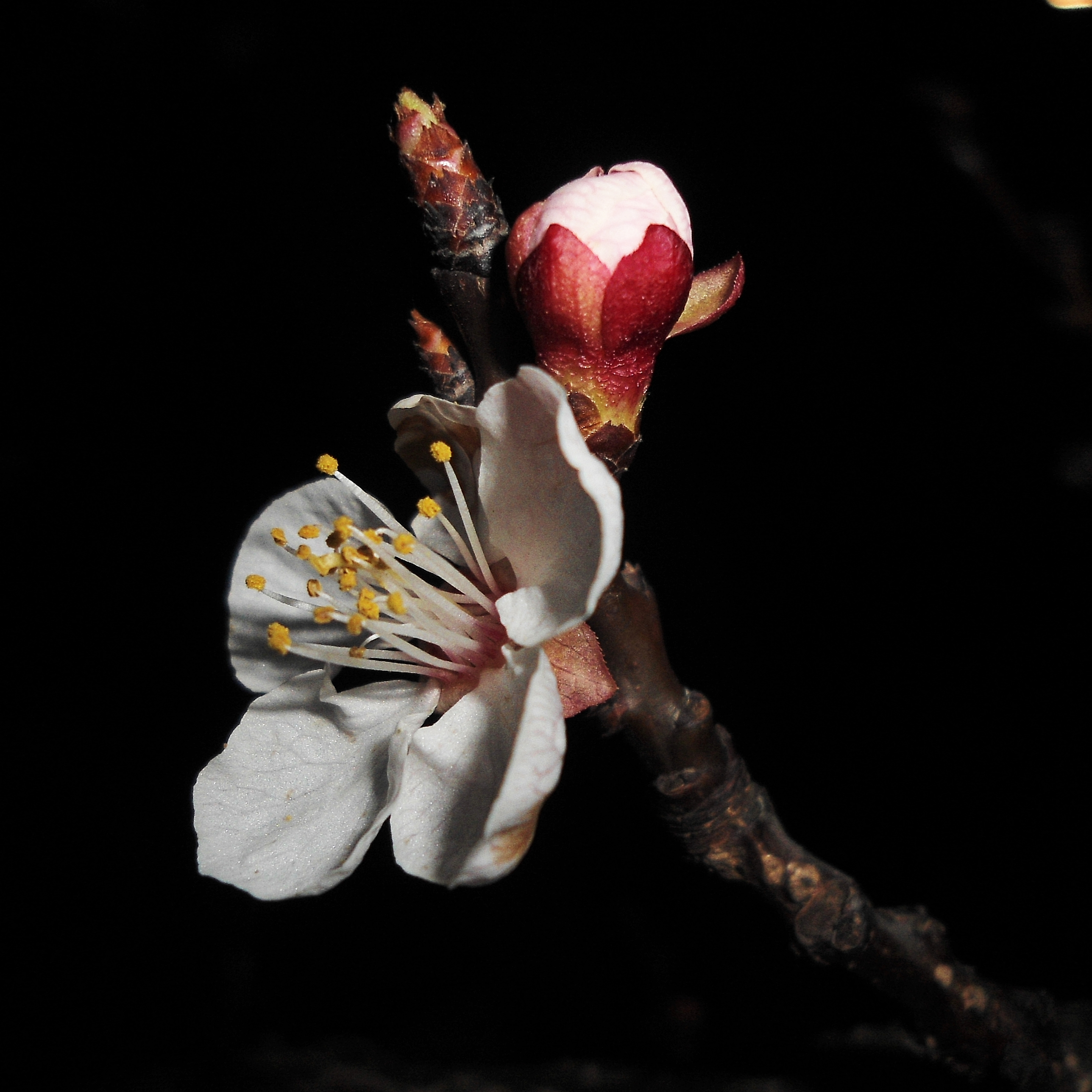
Detail květu meruňky s dobře patrnou stavbou kalicha a koruny
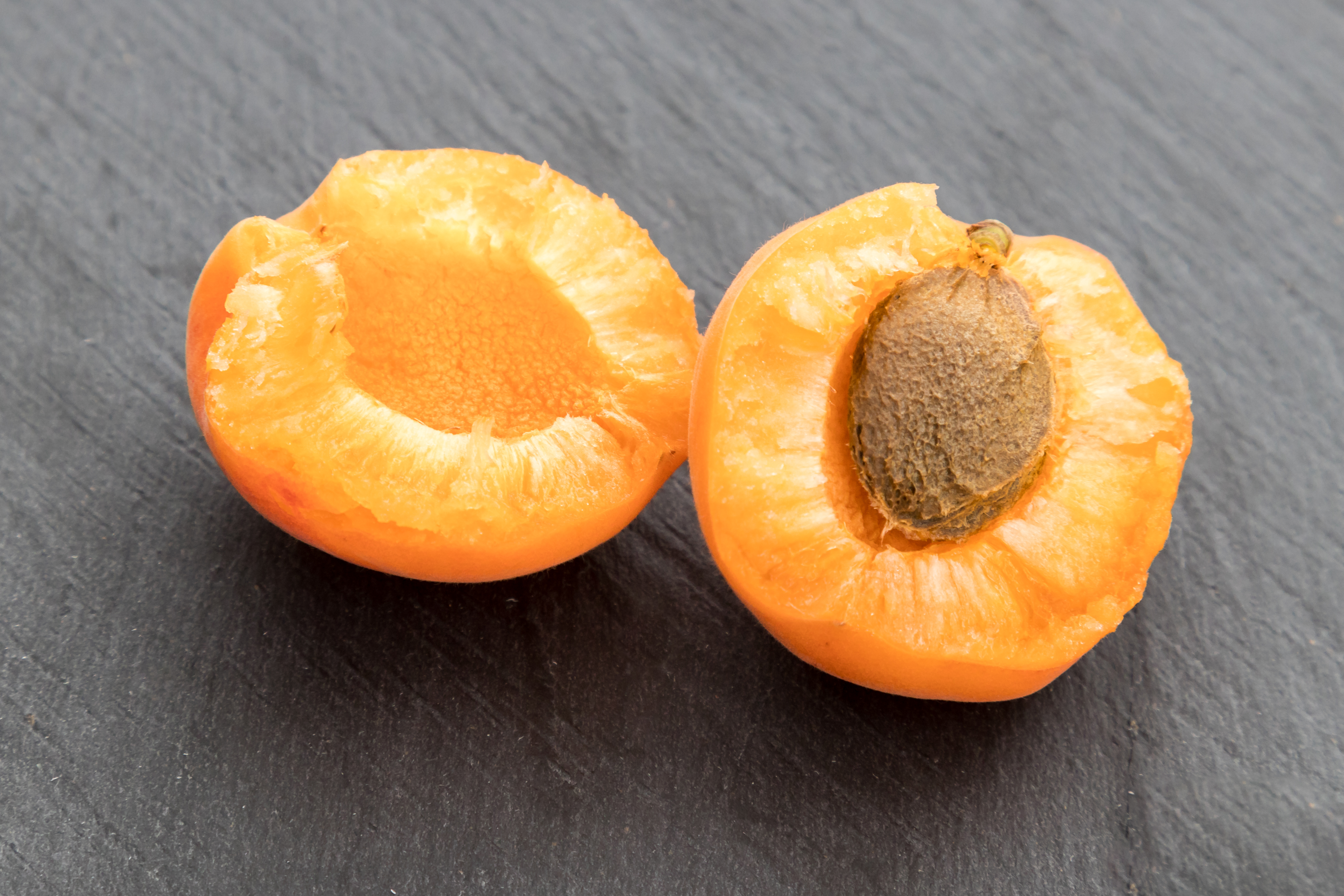
Struktura plodu
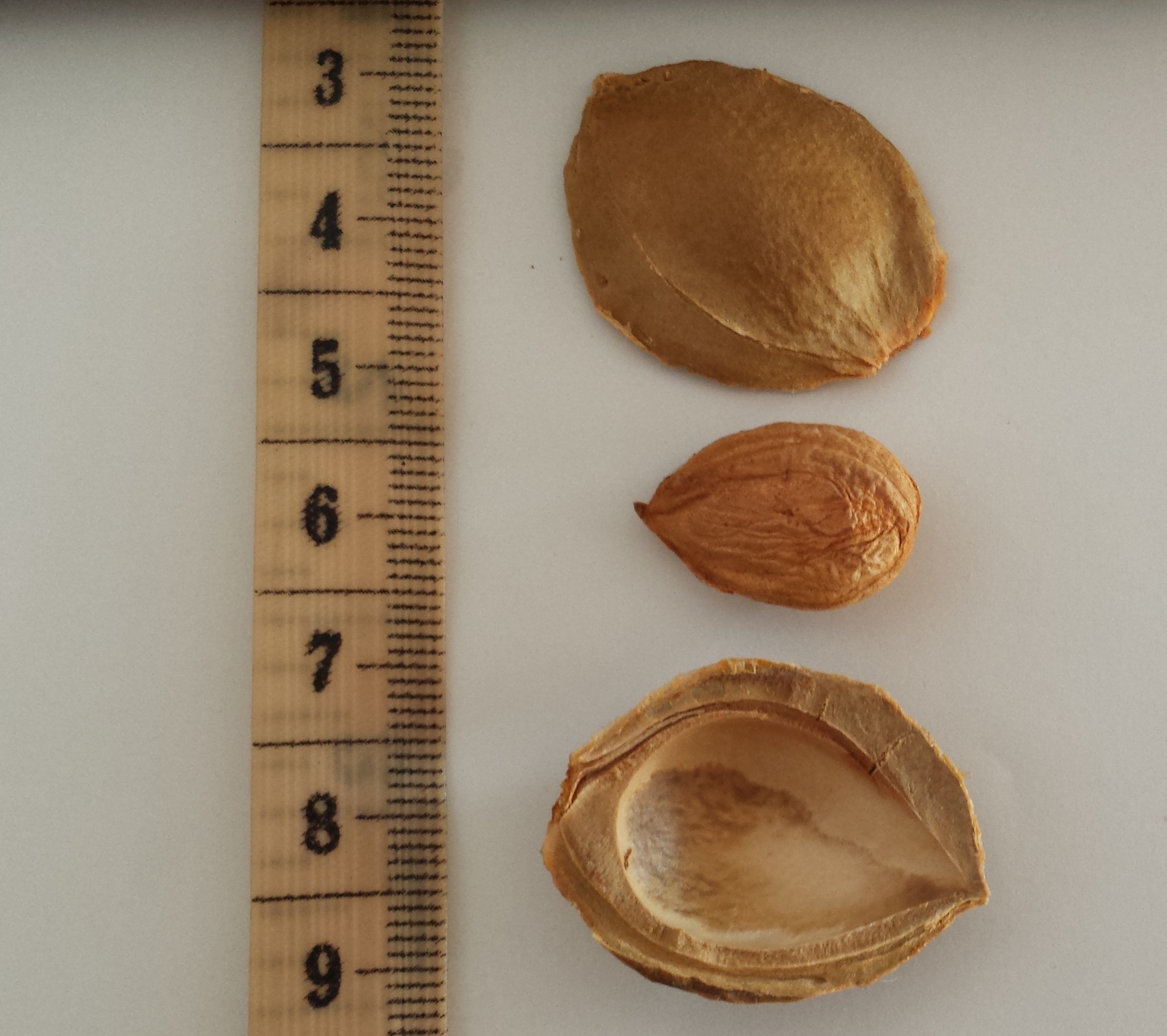
Jádro meruňky

## Obsahované látky
Zástupci rodu obsahují ve svých pletivech značné množství různých chemických látek. Krom sacharidů, bílkovin, minerálů, vitamínů a různých organických kyselin (jablečná, mravenčí, citrónová, vinná) jsou to především flavonoidy a fenoly, např. kumarin. Typický je též alkoholový cukr sorbitol. Důležitý je výskyt vysoce jedovatých kyanogenních glykosidů prunasinu, který se nachází ve vegetativních částech rostlin, a amygdalinu nacházejícího se v semenech. Uvádí se, že již 10 kapek oleje extrahovaného z hořkých mandlí může působit na člověka smrtelně.

## Rozšíření a ekologie

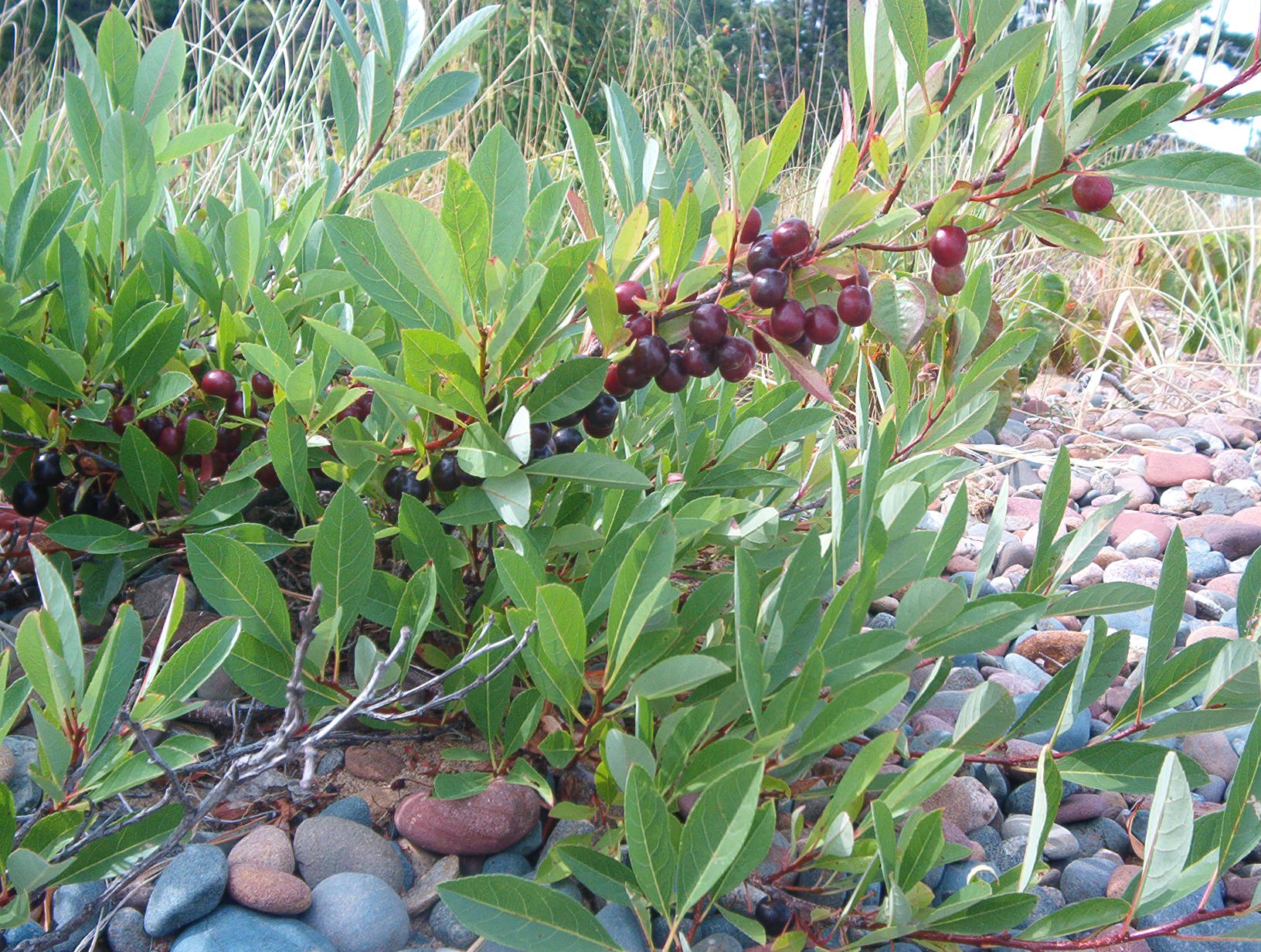
Prunus pumila, habitus plazivého keře na kamenité stráni

Rod Prunus je rozšířen kosmopolitně, s těžištěm výskytu v mírných a subtropických oblastech na severní polokouli. Osídluje prakticky celou Evropu, Asii a Severní Ameriku vyjma nejchladnějších arktických oblastí, zasahuje též do tropů Indočíny a jihovýchodní Asie. Řada druhů se vyskytuje i v Jižní Americe, rovníkové a jižní Africe včetně Madagaskaru a několik i v Austrálii. Škála stanovišť, která zástupci rodu obývají, je dosti široká. Stromové druhy rostou v nížinných deštných lesích tropů jako úrovňové či podúrovňové dřeviny, v primárních i druhotných opadavých a polooopadavých lesích temperátní zóny a na jejich prosvětlených okrajích, keřové druhy mohou tvořit stinný lesní podrost (bobkovišeň lékařská), nebo se naopak vyskytovat na plném slunci či v lehčím polostínu v křovinatých formacích lesostepí a stepí včetně aridních oblastí jihozápadní Asie či Nevadské pánve; další se vyskytují v horských a subalpínských křovinách asijských hor.
Zvládají růst prakticky v jakékoli půdě kromě těžké jílovité a trvale zamokřené, některé druhy snášejí i chudé kamenité půdy a značné sucho. Kulturně pěstované druhy vyžadují hluboké půdy, které jsou dostatečně humózní. Kromě bobkovišní a střemchy jsou všechny druhy vápnomilné; na větší množství vápníku v půdě jsou však citlivé broskvoně. Při prudkém střídání teplot v zimě mohou trpět mrazovými trhlinami ve dřevě a následným klejotokem. K nejčastějším škůdcům a chorobám patří obaleči, dále monilióza, různé bakteriální spály, houbové skvrnitosti a kadeřavost, zralé plody třešní obývají larvy vrtule třešňové. Velmi obávanou chorobou, která ve 20. století zlikvidovala po celém světě stovky milionů stromů více než 30 druhů slivoní, je šarka – virové onemocnění přenášené zpravidla mšicemi.

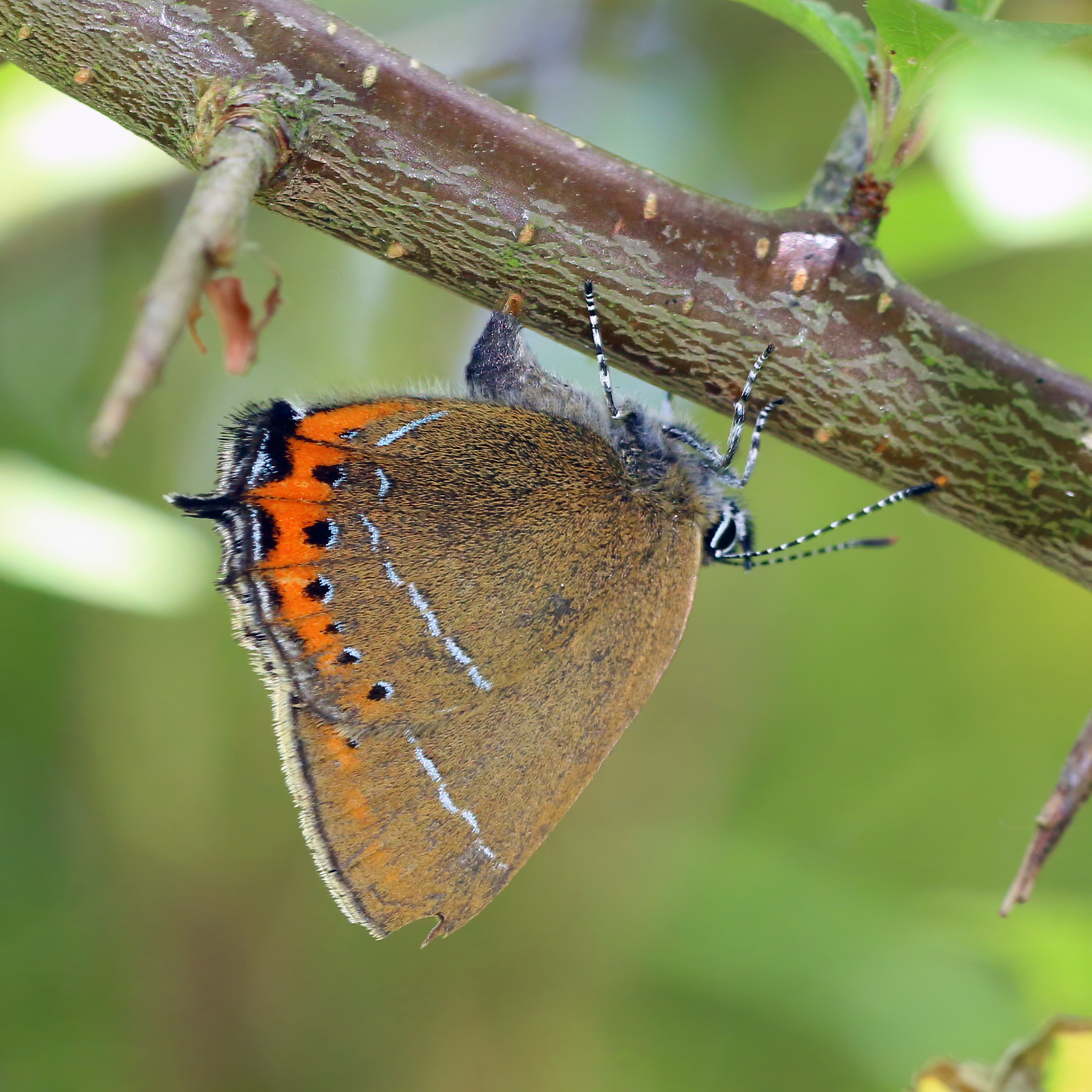
Samička ostruháčka švestkového (Satyrium pruni) na trnce

Slivoně patří k významným medonosným rostlinám, včelám poskytují hojnost nektaru v květních i mimokvětních nektáriích a také mnoho výživného pylu. Méně často hostí i producenty medovice, např. některé mšice. Jsou živnými rostlinami pro mimořádně veliké množství motýlů, v ČR je to například otakárek ovocný, babočka jilmová, ostruháček švestkový a další. Mykorhizní vazbu na řadu druhů slivoní má jedlá jarní houba závojenka podtrnka.

### Česká květena
V české flóře je původních šest druhů slivoní. Třešeň ptačí a trnka obecná se vyskytují hojně na celém území jako příměs světlých lesů a lesních plášťů a jako významná vegetační složka v křovinách a remízcích. Střemcha obecná je hojná zejména ve vlhčích křovinách, mokřadních olšinách a lužních lesích. Ve světlých xerofilních křovinách a teplomilných doubravách českého a panonského termofytika roste višeň mahalebka, v nízkých křovinách na kamenitých stráních a ve stepních trávnících nejteplejších oblastí potom třešeň křovitá a na pouhých několika lokalitách jižní Moravy také mandloň nízká – kriticky ohrožený druh české květeny. Dalších několik druhů zde v průběhu doby zdomácnělo (slivoň slíva, slivoň myrobalán) a nebo příležitostně zplaňují z kultury (slivoň švestka, zplanělá nabývající obvykle pouze keřovitého vzrůstu). Často se vyskytují synantropně podél cest, v zarůstajících starých sadech a zahradách nebo na ladem nechaných loukách. Za nebezpečný invazní druh je v evropských zemích považována severoamerická střemcha pozdní.

## Evoluce a systematika

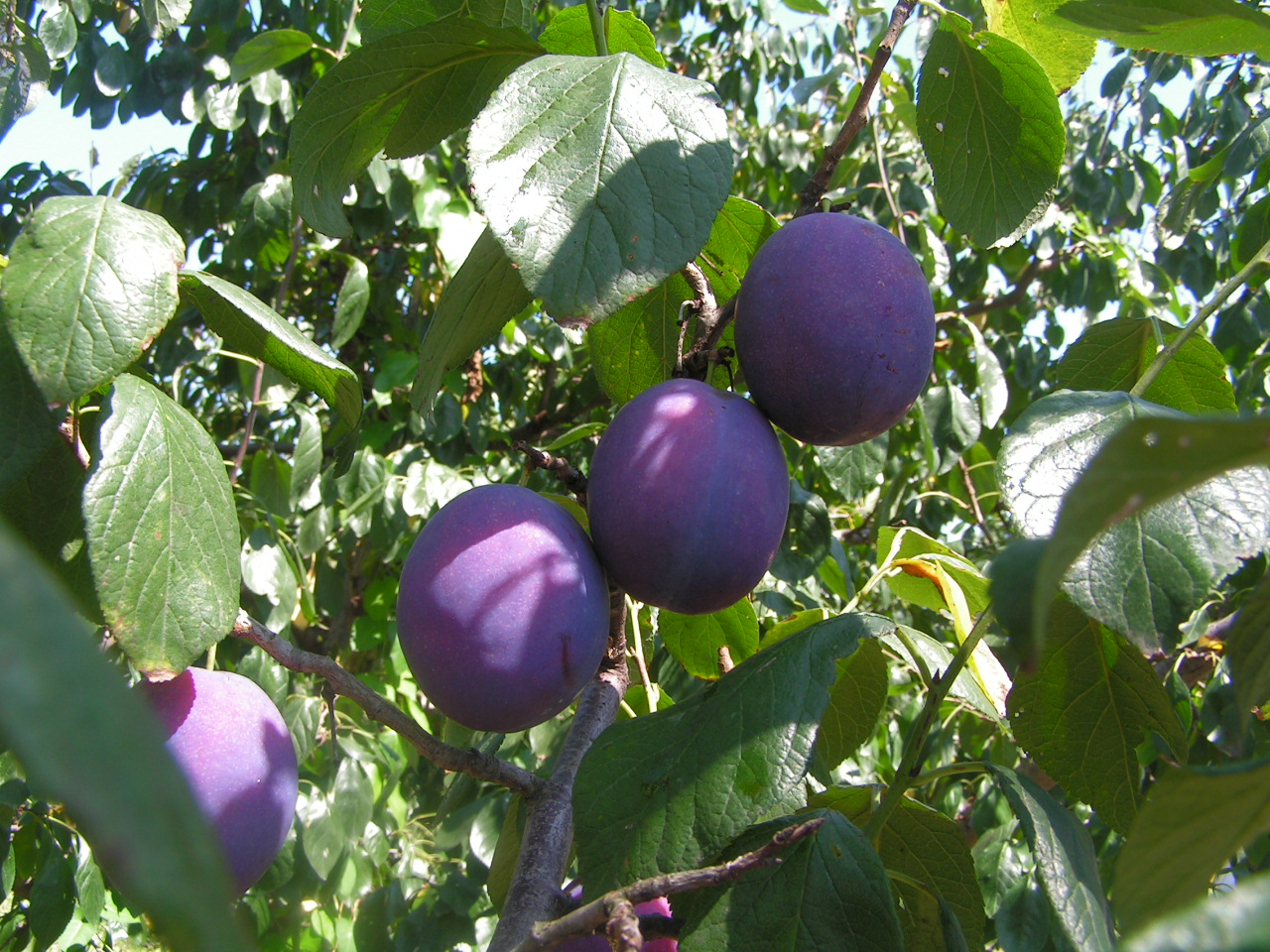
Slivoň švestka (Prunus domestica) – typový druh celého rodu

Evolučně rod pochází z východní Asie, kde se vyvinul zhruba před 61 miliony let. První slivoně byly součástí kontinentálních tzv. boreotropických lesů severní polokoule, odštěpení jednotlivých fylogenetických linií a následná speciace byly spuštěny globálním oteplením v raném eocénu. Nejstarší dosud známé fosilie přiřaditelné k rodu Prunus s. l. pocházejí ze středního eocénu a byly nalezeny v Britské Kolumbii a ve východní Asii; to dokládá významnou fytogeografickou souvislost mezi těmito dvěma regiony a brzké šíření zástupců nově vzniklého rodu právě přes Beringův pevninský most na západ. Typovým druhem je slivoň švestka (Prunus domestica). Mezi jednotlivými druhy jsou jen slabé reprodukční bariéry, takže snadno dochází k jejich hybridizaci, což je s úspěchem využíváno při šlechtění.

### Historické systémy

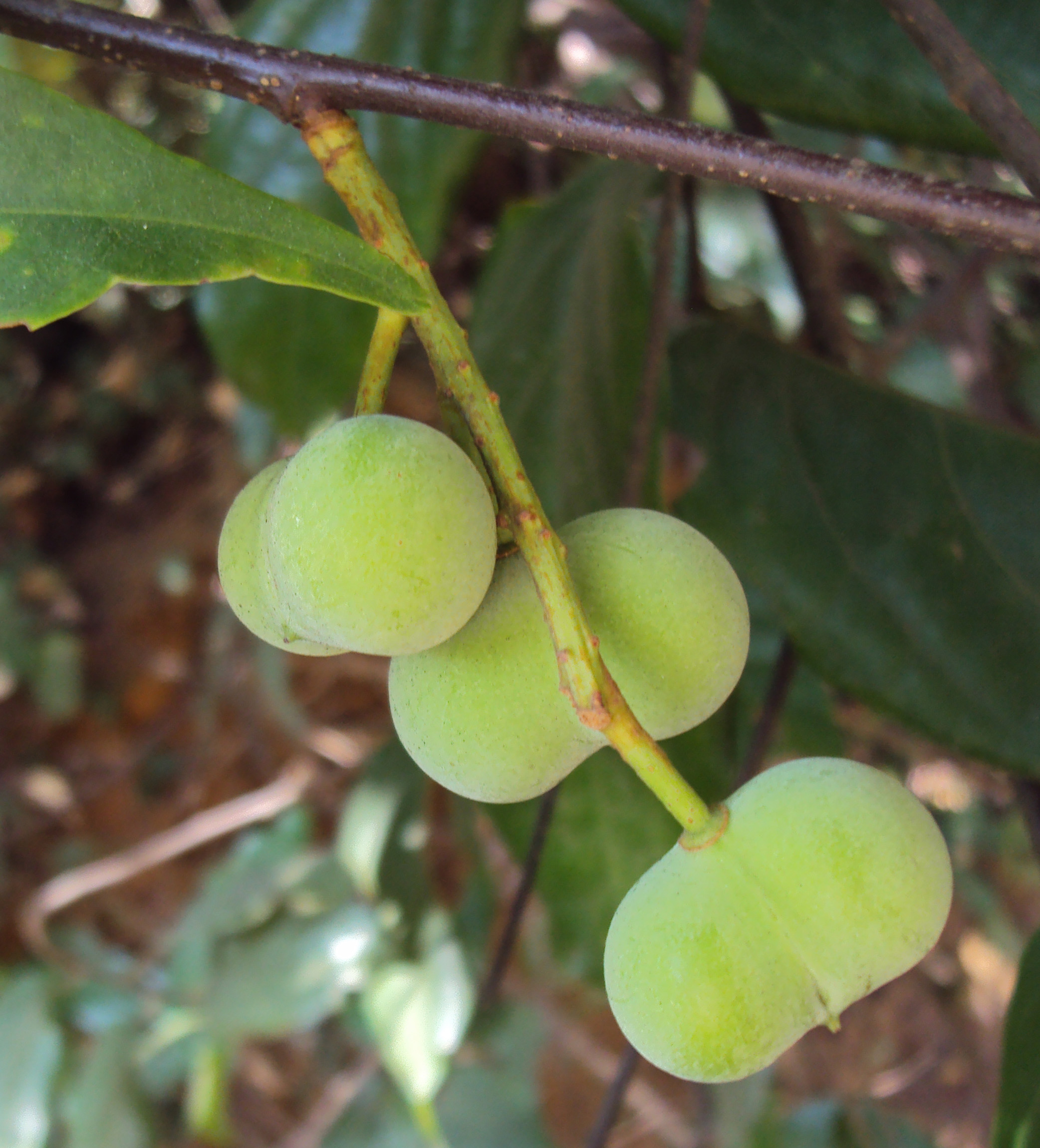
Unikátní dvojpeckovice druhu Prunus ceylanica, dříve řazeného do rodu Pygeum

Systematická klasifikace tohoto rozsáhlého rodu procházela v čase mnoha proměnami. V předlinnéovských časech bylo rozlišováno šest různých rodů: Prunus, Armeniaca, Persica, Cerasus, Amygdalus a Laurocerasus. Carl Linné ve svém základním autoritativním díle Species Plantarum z roku 1753 zařadil jemu známé zástupce do dvou rodů (Amygdalus a Prunus), v pozdějších revizích jejich počet zvětšil na čtyři (Amygdalus, Cerasus, Prunus a Padus). V průběhu 19. a 20. století existovaly jak tendence pojímat rod široce (Prunus sensu lato), tak i drobit jej do různého množství (5–8–10) různě vymezených rodů, případně podrodů. Také v Květeně ČSR jsou domácí zástupci rozčleněni do osmi úzce pojatých rodů (Prunus sensu stricto – slivoň, švestka; Cerasus – třešeň, višeň; Padus – střemcha, sakura; Padellus – mahalebka; Laurocerasus – bobkovišeň; Amygdalus – mandloň; Armeniaca – meruňka; Persica – broskvoň).
Nejednoznačná byla i otázka vyššího taxonomického zařazení: tak byl rod někdy řazen do samostatné čeledi mandloňovité (Amygdalaceae), jako v Květeně ČSR, jindy mu v rámci čeledi růžovitých byla přidělována samostatná podčeleď Prunoideae, případně společně s několika menšími rody podčeleď Amygdaloideae, které se však později ukázaly jako nepřirozené.

### Fylogenetika
Fylogenetické studie opakovaně potvrdily celý rod Prunus v širokém pojetí jako monofyletický a zařadily jej do podčeledi Spiraeoideae, v níž je jediným taxonem tribu Amygdaleae. O sesterské větvi ve vývojovém stromu růžovitých dosud nebylo definitivně rozhodnuto; kromě konsenzuálně uváděného tribu Maleae (obsahujícího většinu známých dřevin s malvicemi) připadají v úvahu též triby Spiraeae a Sorbarieae. Podle studie čínských vědců z roku 2013 založené na analýze chloroplastového a jádrového genomu 84 vybraných druhů lze rod rozdělit na tři dobře vymezené monofyletické větve se subgenerickou platností. První z nich představuje podrod Padus, zahrnující tetraploidní dřeviny s drobnými plody v dlouhých hroznovitých plodenstvích (střemchy, bobkovišně a někdejší rody Maddenia a Pygeum); druhá větev – podrod Cerasus – diploidní nebo polyploidní, obvykle beztrnné peckoviny s chocholičnatým květenstvím (třešně, višně) a třetí – podrod Prunus – dřeviny s květy jednotlivými nebo ve svazečcích (broskvoně, slivoně, mandloně, meruňky a další).

## Přehled vybraných zástupců

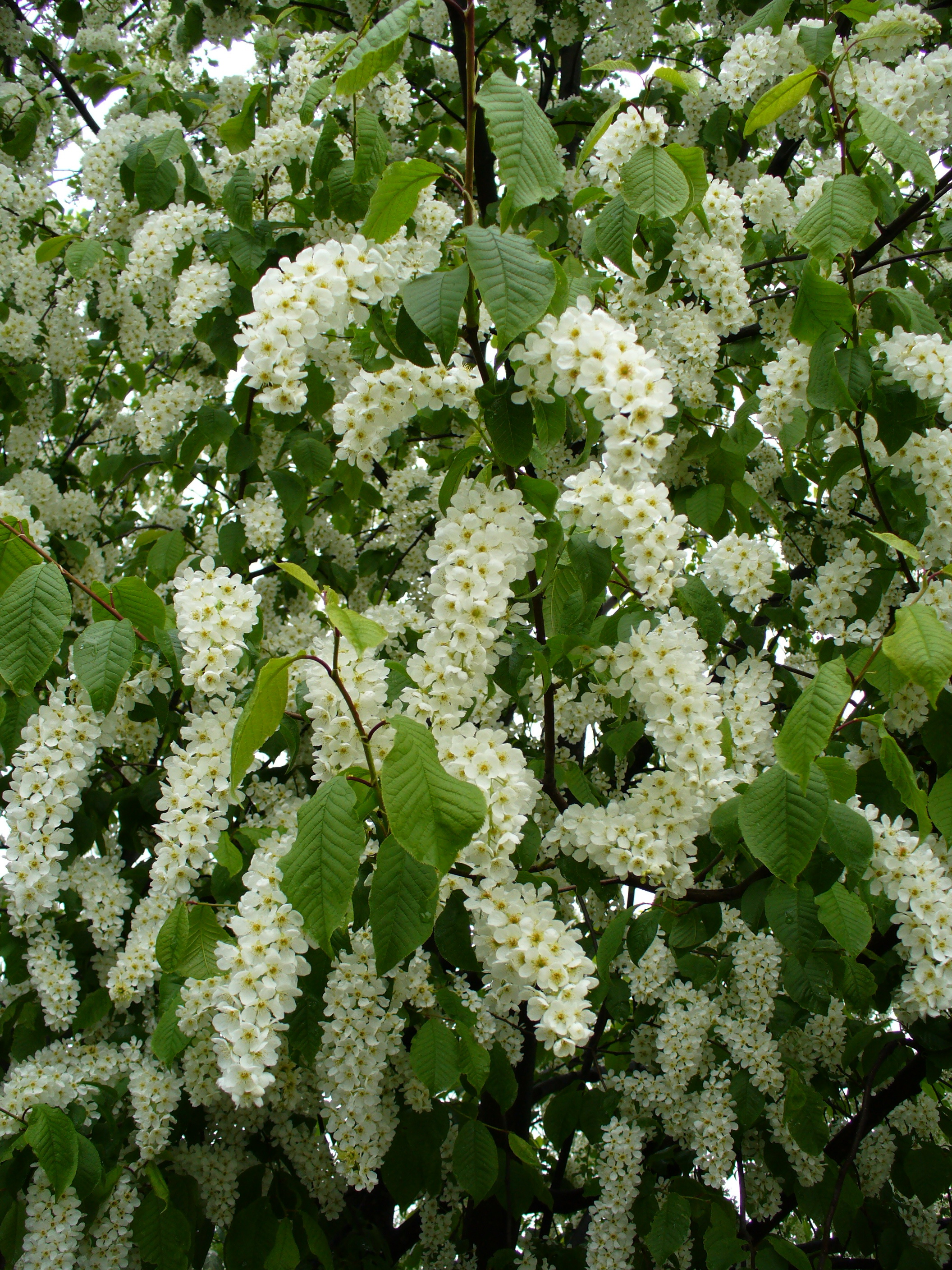
Kvetoucí střemcha – Prunus padus

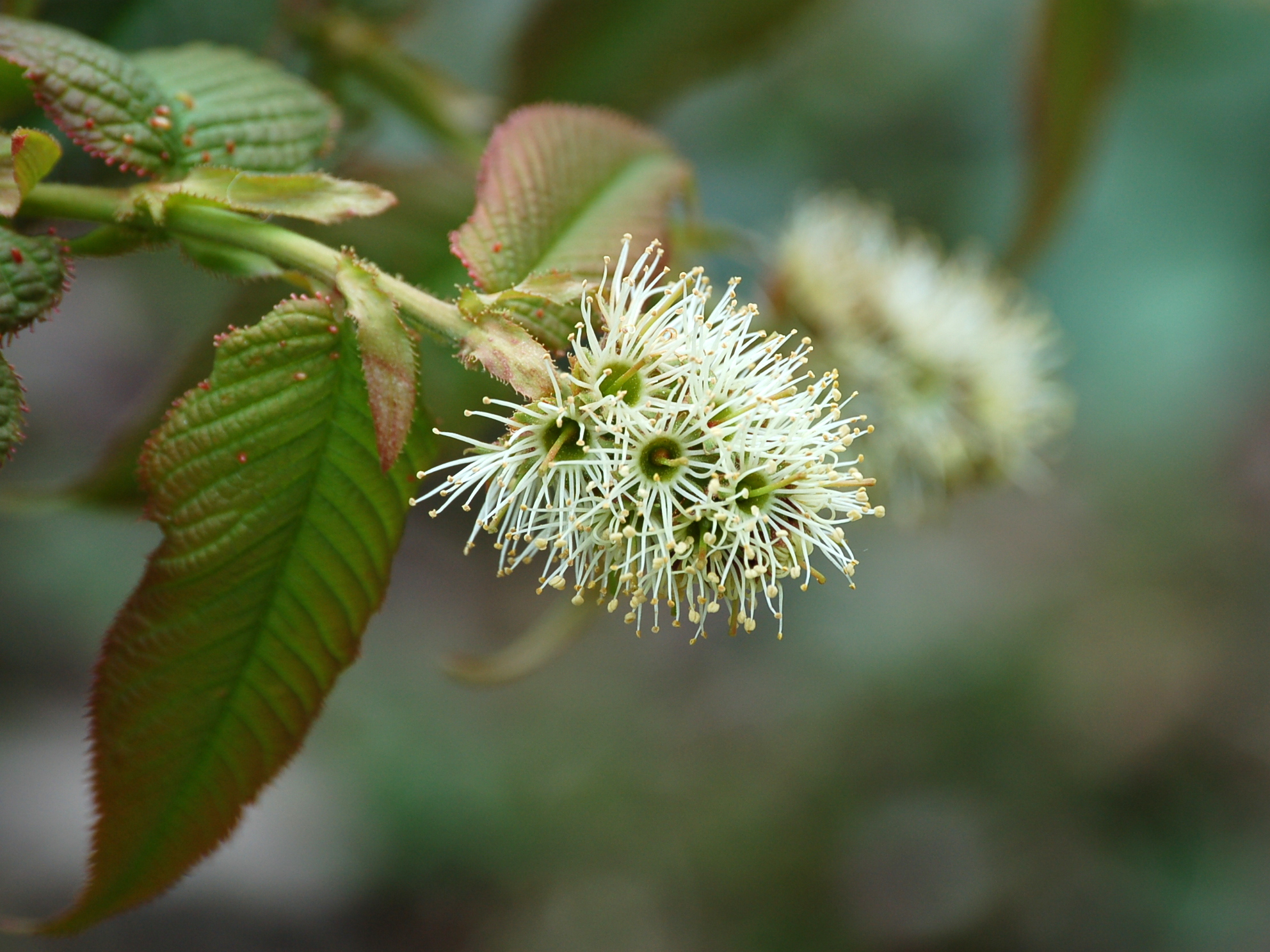
Větévka madenie Prunus himalayana

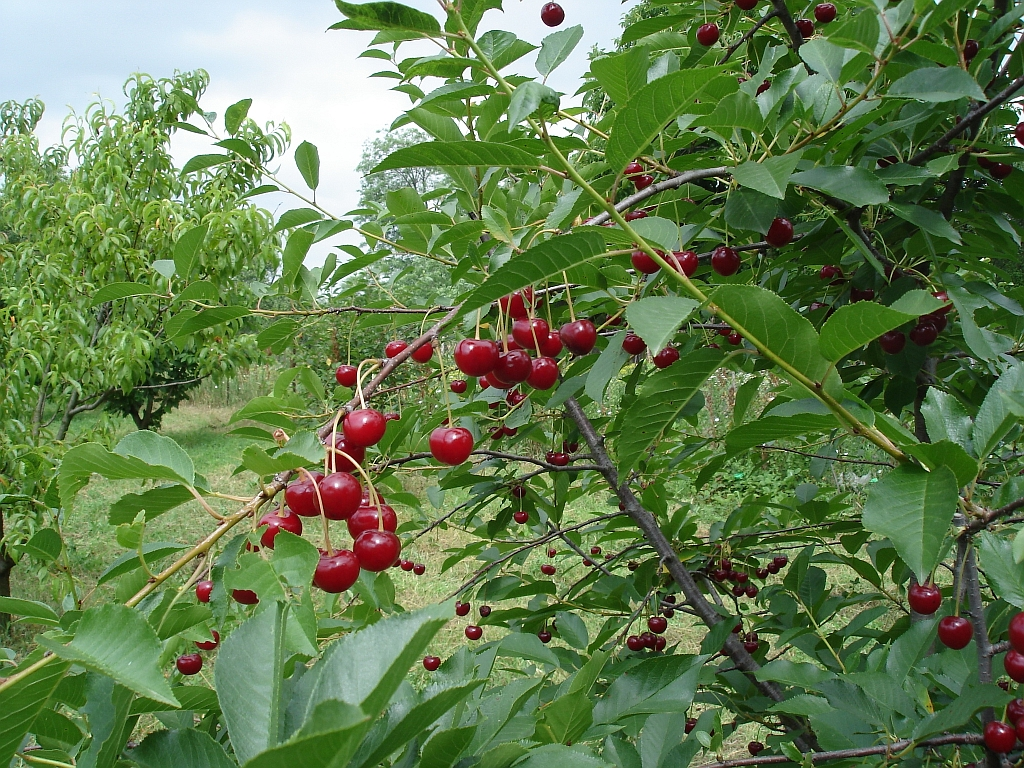
Višeň obecná – plody

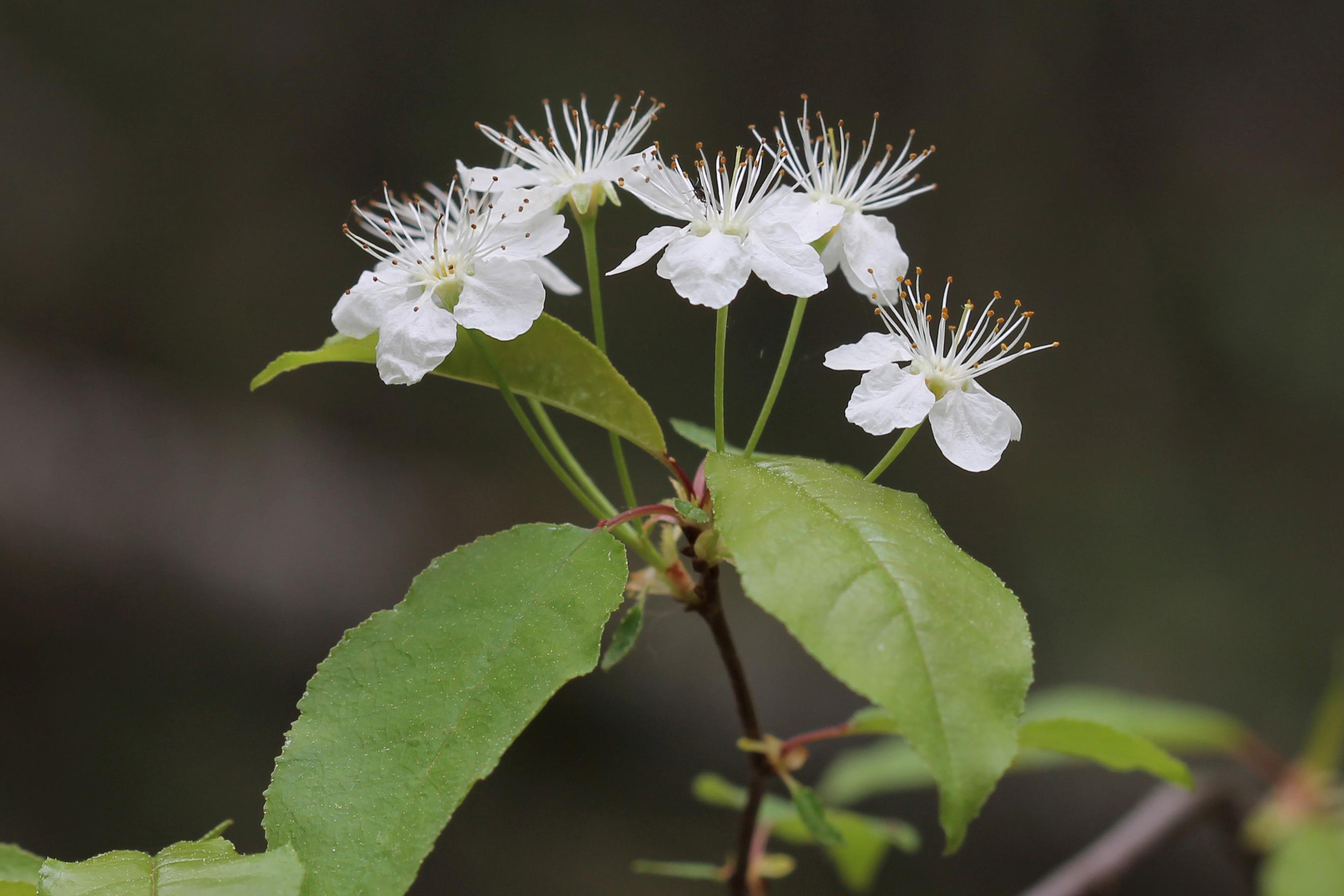
Prunus pensylvanica

Akceptováno dělení do tří podrodů dle citované studie Shi et al. (2013). Podrody jsou uvedeny v pořadí, v jakém se odvětvují od fylogenetického stromu. České názvy jsou převzaty ze stránek Botany.cz a BioLib, údaje o rozšíření z databáze Plants of the World Botanické zahrady v Kew:

### PodrodPadus
Bazální větev s širokým rozšířením včetně tropů, zahrnuje někdejší rody Padus, Laurocerasus, Madenia a Pygeum. Hroznová květenství s vícero drobnými květy. Jediný podrod obsahující stálezelené zástupce s tuhými kožovitými listy.
- Slivoň africká (Prunus africana): rovníková a jižní Afrika, Madagaskar, Komory; až 40 metrů vysoký strom tropických horských pralesů
- Bobkovišeň lékařská (Prunus laurocerasus, syn. Prunus grandifolia): východní a jihovýchodní Evropa, Kavkaz
- Bobkovišeň portugalská (Prunus lusitanica): jihozápadní Evropa, Kanárské ostrovy
- Bobkovišeň karolinská (Prunus caroliniana): stálezelený strom jihovýchodu USA
- Střemcha obecná (Prunus padus, syn. Prunus racemosa): rozsáhlý eurasijský areál od jihozápadní Evropy po Dálný východ
- Střemcha pozdní (Prunus serotina): Severní Amerika
- Střemcha viržinská (Prunus virginiana): většina Severní Ameriky
- Madenie sivolistá (Prunus hypoleuca): Čína
- Prunus ceylanica: Srí Lanka, Indie, Bangladéš, Nepál, Laos, Myanmar, Thajsko, Vietnam, Andamany a Nikobary; v rámci rodu unikátní dvousemenné peckovice zvláštního tvaru[32]
- Prunus grisea: Indonésie, Malajsie, Filipíny, Myanmar, Vietnam, Thajsko, Papua Nová Guinea
- Prunus ilicifolia: stálezelený trnitý keř rostoucí v chaparralech Kalifornie a Mexika
- Prunus myrtifolia (syn. Prunus sphaerocarpa): Jižní Amerika, Karibik, Mexiko, Florida
- Prunus turneriana: Queensland, Nová Guinea; až 30 m vysoký strom tropických deštných lesů

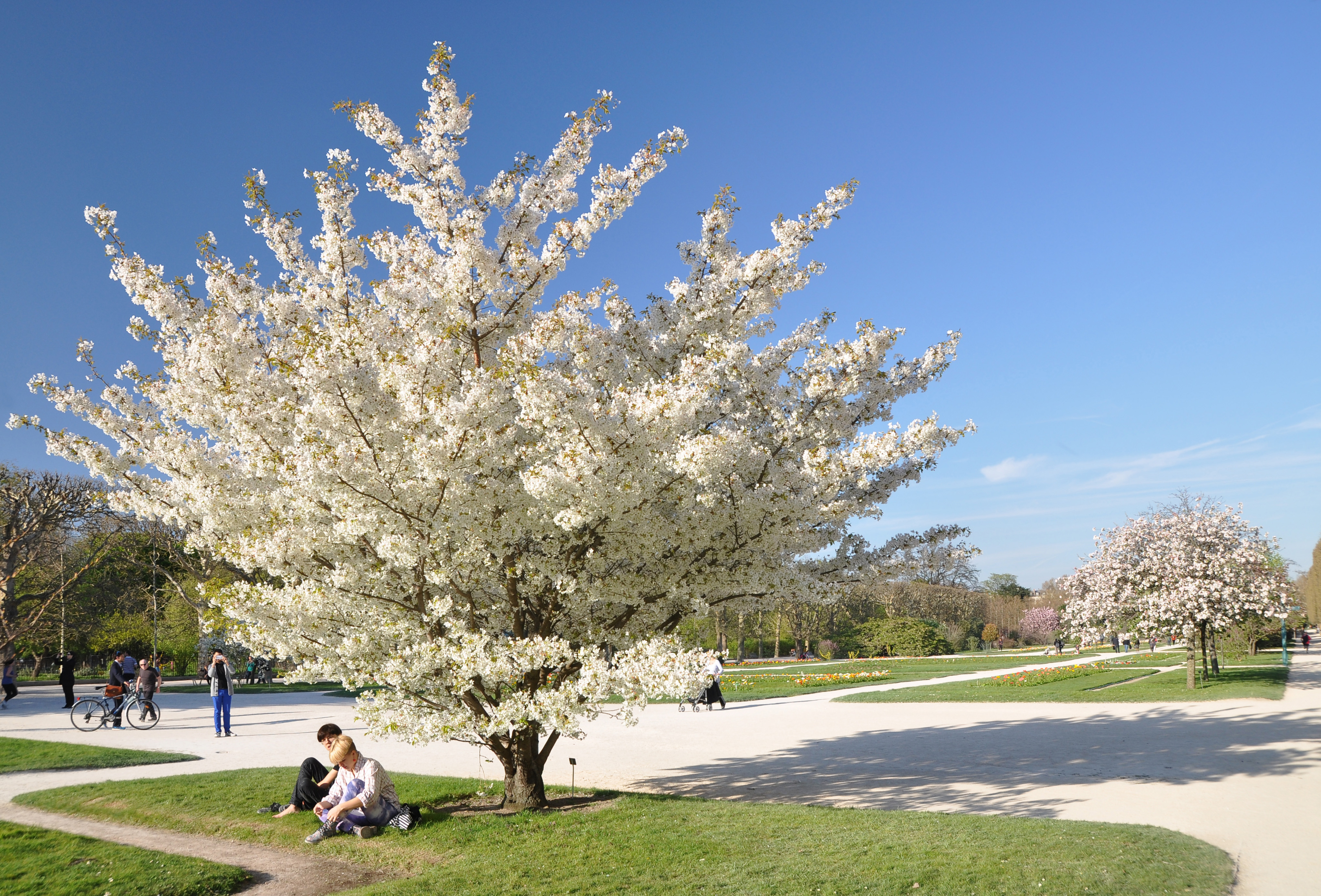
Kvetoucí Prunus speciosa v Paříži

### PodrodCerasus
Třešně, višně, sakury a příbuzné druhy. Největší druhová pestrost ve východní Asii.
- Třešeň ptačí (Prunus avium): Evropa
- Višeň obecná (Prunus cerasus): původní na Kavkaze, v Afghánistánu a přilehlých oblastech, celosvětově pěstována
- Slivoň vykrajovaná (Prunus emarginata): západ Severní Ameriky od Britské Kolumbie po Mexiko
- Třešeň křovitá (Prunus fruticosa): stepní oblasti od střední Evropy po Střední Asii
- Višeň šedá (Prunus incana): Turecko, Kavkaz
- Višeň vyříznutá (Prunus incisa): endemit japonského ostrova Honšú
- Střemcha Maackova (Prunus maackii): Sibiř, východní Asie, Čína
- Višeň turecká – mahalebka (Prunus mahaleb): střední a jihovýchodní Evropa, Malá Asie
- Slivoň pensylvánská (Prunus pensylvanica): Kanada, severnější oblasti USA
- Slivoň Sargentova (Prunus sargentii): Japonsko, Korea, Sachalin; cenná okrasná dřevina s růžovými květy
- Sakura ozdobná (Prunus serrulata): původně východní Asie
- Třešeň chloupkatá (Prunus subhirtella, syn. Prunus pendula): Japonsko
- Třešeň himálajská (Prunus cerasoides): Srí Lanka, Indie, Nepál, Bhútán, Laos, Myanmar, Thajsko, Vietnam, Čína
- Třešeň tibetská (Prunus serrula): Tibet, centrální Čína; často pěstována jako okrasný strom pro svou nápadnou, měděně lesklou kůru
- Prunus campanulata: východní Asie, pěstována pro dekorativní sytě růžové květy připomínající svým tvarem zvonek
- Prunus mugus: poléhavý keřík rostoucí v alpínských a subalpínských houštinách čínských hor
- Prunus speciosa: původně endemit japonských ostrovů, široce pěstována pro bohatou násadu velmi dekorativních bílých květů

### PodrodPrunus

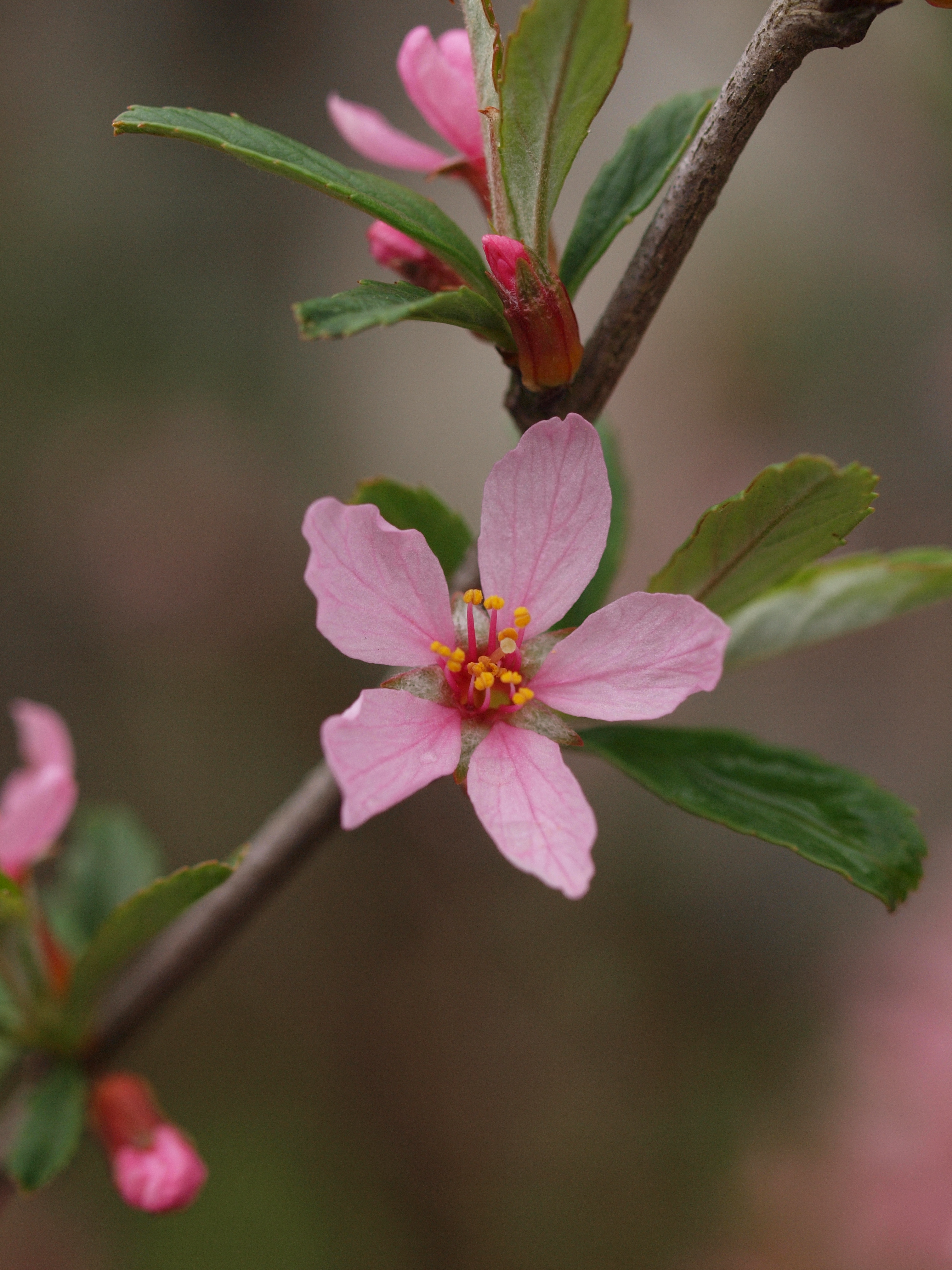
Višeň položená (Prunus prostrata)

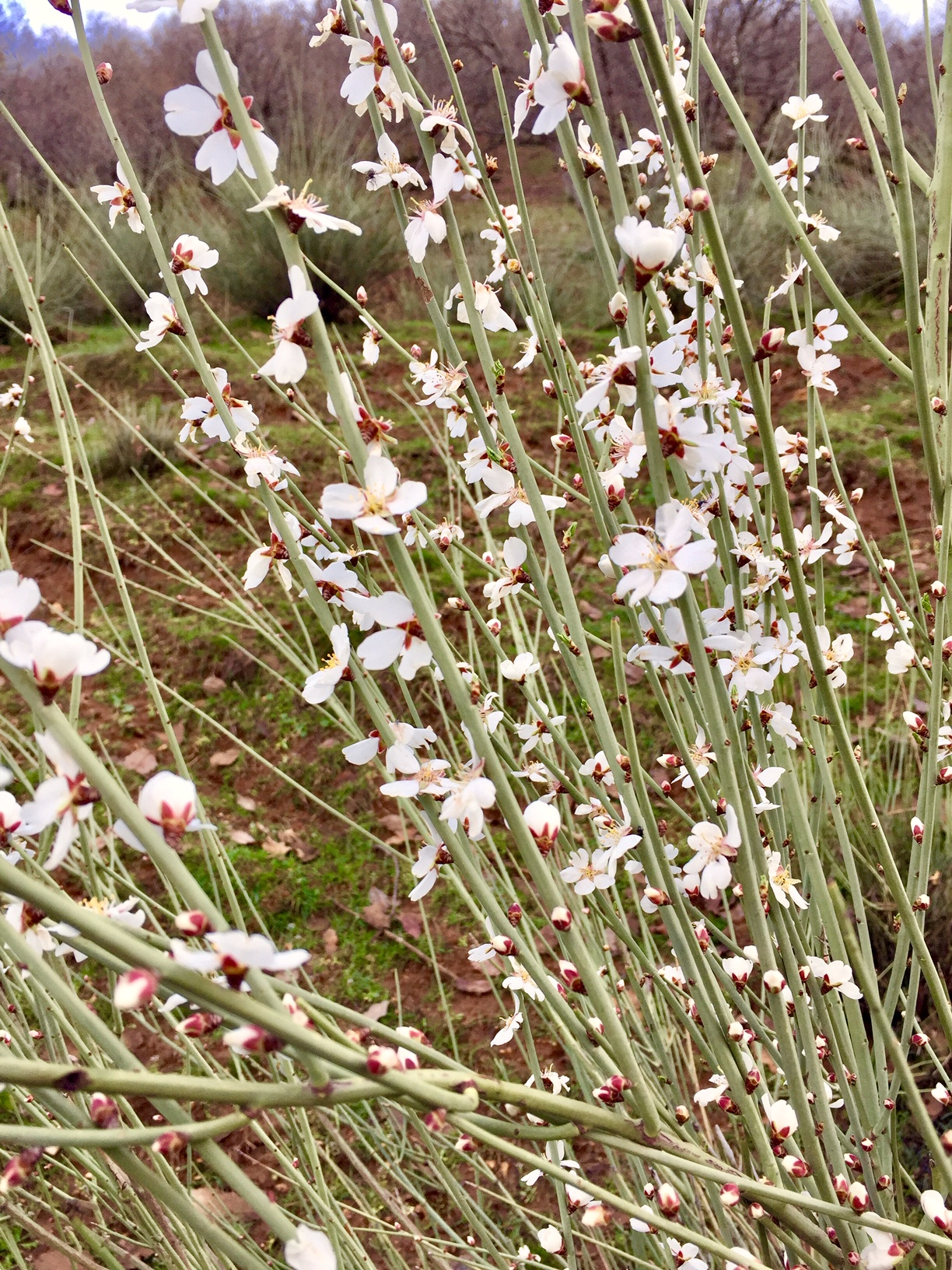
Prunus arabica

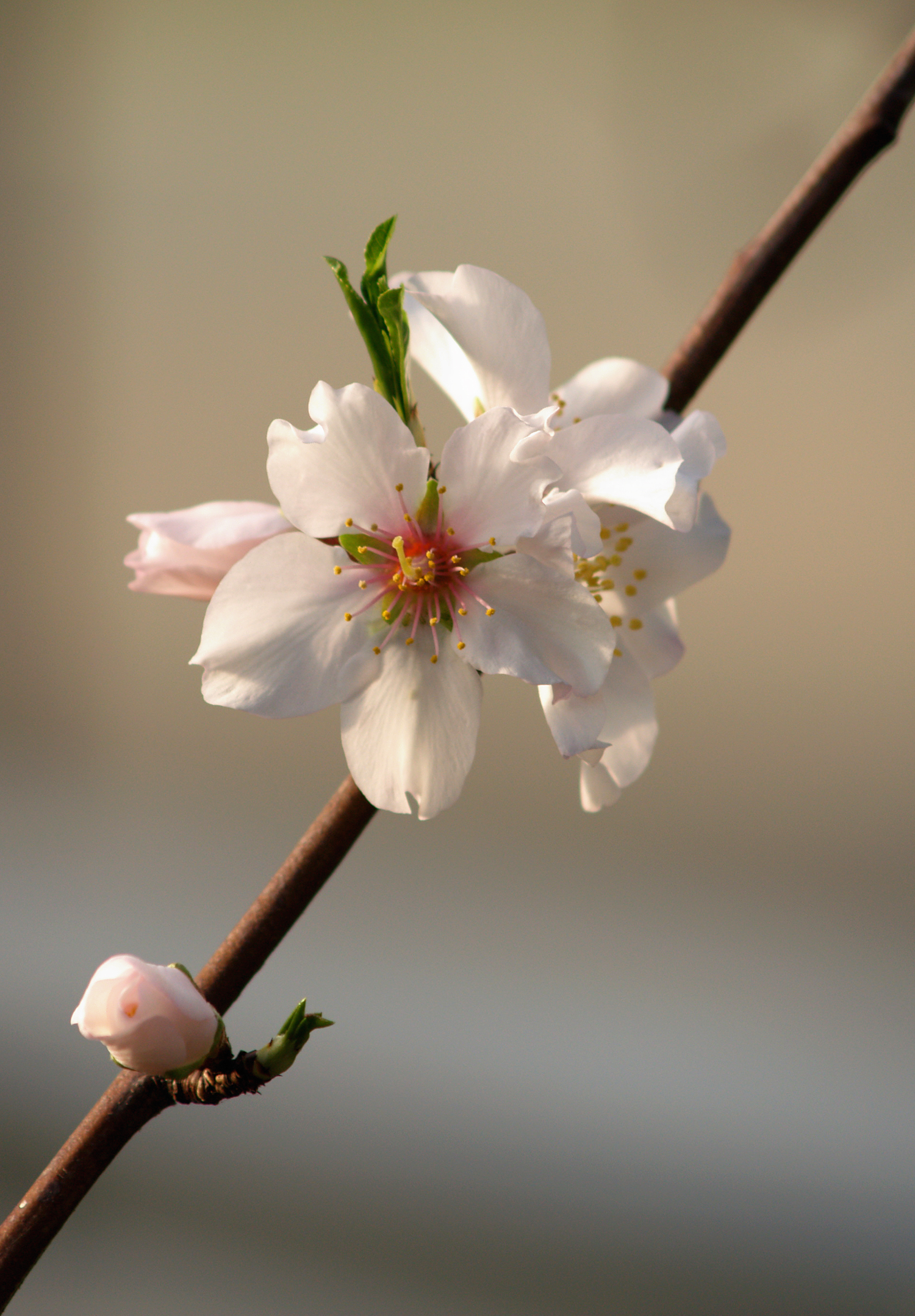
Mandloň obecná – Prunus dulcis

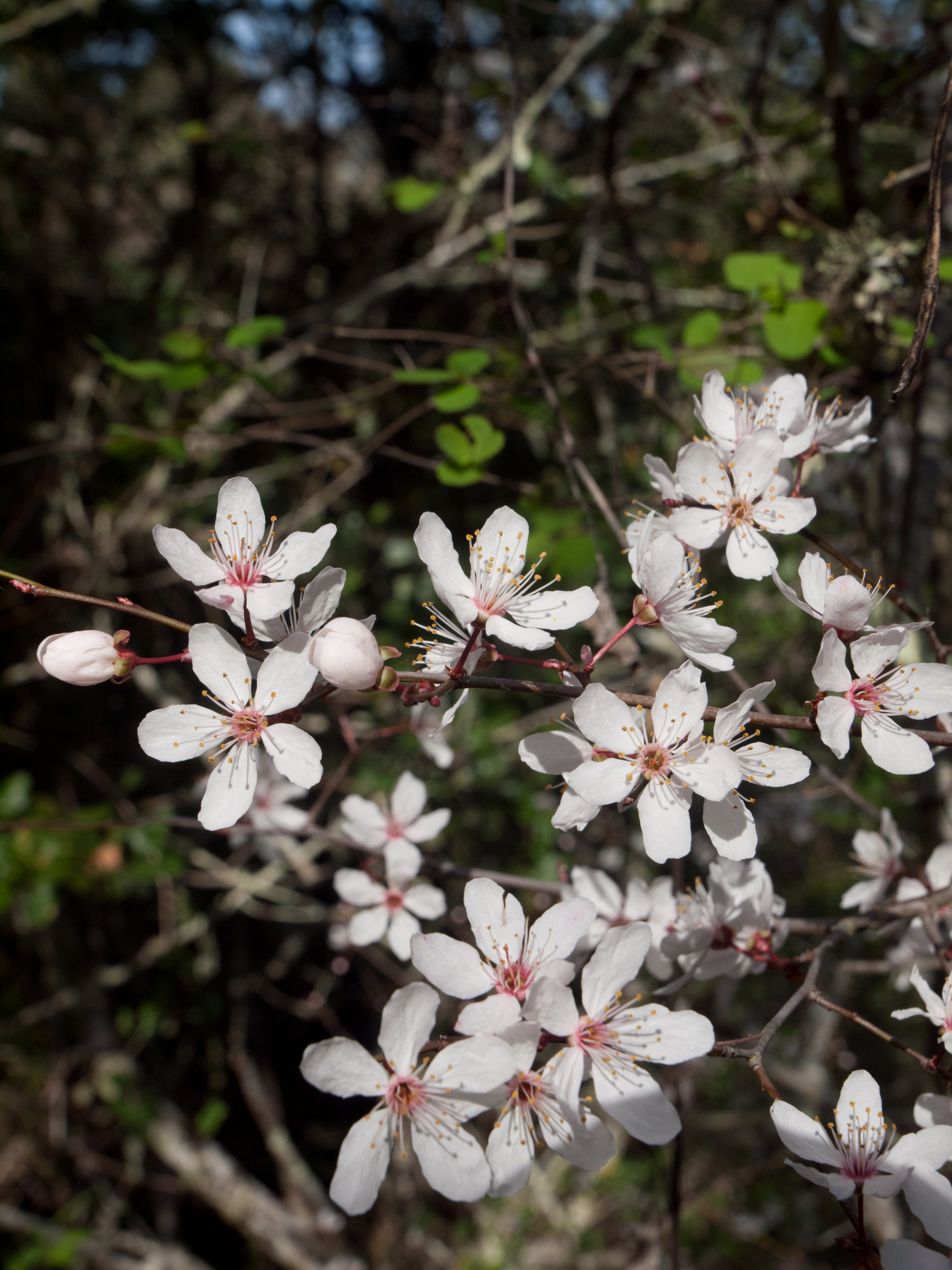
Prunus subcordata

Sekce Emplectocladus: sesterská skupina ke všem ostatním, někdy považovaná za samostatný podrod; Severní Amerika
- Prunus fasciculata: trnitý keř aridních oblastí Arizony, Kalifornie, Nevady, Utahu a západního Mexika
- Prunus eremophila: vzácný endemit Mohavské pouště v USA, objevený teprve roku 2002[33]
- Prunus minutiflora: Texas; keřík s velmi drobnými květy a plody

Sekce Amygdalus: mandloně; monofyletický klad dohromady s následující, v citované studii navrhováno sloučení do jednotné sekce s názvem Persicae
- Mandloň bucharská (Prunus bucharica): Střední Asie
- Mandloň obecná (Prunus dulcis): původ pravděpodobně v Přední Asii a severní Africe, široce pěstována
- Mandloň Fenzlova (Prunus fenzliana): Kavkaz
- Prunus arabica: metlovitý keř s často bezlistými zelenými větvemi, které přebírají fotosyntetizující funkci; suché oblasti západní Asie a Arabského poloostrova[34]
- Prunus argentea: nízký keř s hustě běloplstnatými listy, Blízký východ
- Prunus spinosissima: silně trnitý suchomilný keř s růžovými květy, rostoucí na Krymu a ve Střední Asii

Sekce Persica: broskvoně
- Broskvoň obecná (Prunus persica): původní pravděpodobně v Číně, od starověku kulturně pěstována
- Mandloň kansunská (Prunus kansuensis): Čína
- Mandloň pukavá (Prunus tangutica): Čína
- Slivoň Webbova (Prunus webbii): jihovýchodní Evropa, Turecko
- Mandloň Davidova (Prunus davidiana): Čína

Sekce Armeniaca: meruňky
- Meruňka obecná (Prunus armeniaca): původní pravděpodobně v Číně, široce pěstována v kultuře
- Meruňka mandžuská (Prunus mandshurica): Čína, Korea, ruský Dálný východ
- Meruňka japonská (Prunus mume): Čína: Sichuan, Yunnan, pěstována po celé východní Asii
- Meruňka sibiřská (Prunus sibirica): Sibiř, Mongolsko, Čína, Korea

Sekce Microcerasus:
- Slivoň žláznatá (Prunus glandulosa): Čína, Korea
- Třešeň japonská (Prunus japonica): Čína, Korea
- Višeň maloplodá (Prunus microcarpa): Kavkaz, západní Asie
- Višeň položená (Prunus prostrata): hory Středomoří, severní Afriky a Malé Asie
- Višeň písečná (Prunus pumila): Ontario, oblast Velkých jezer v USA
- Višeň plstnatá (Prunus tomentosa): Čína, Korea, Mongolsko, Sachalin

Sekce Prunus: „pravé“ slivoně, švestky
- Slivoň myrobalán (Prunus cerasifera): jihovýchodní Evropa, přední Asie, zdomácnělá i ve střední Evropě
- Slivoň švestka (Prunus domestica): pravděpodobně spontánní kříženec vzniklý v oblasti Kavkazu, široce pěstována v kultuře; společně s následujícím druhem vytváří široký okruh taxonů – poddruhů, kultivarů a kříženců, často nesnadno určitelných
- Slivoň slíva (Prunus insititia, resp. Prunus domestica subsp. insititia): původní pravděpodobně v jihozápadní Asii, pěstováním rozšířená a zplanělá prakticky po celém světě; mnoho kulturních a polokulturních variant
  - slivoň bluma (Prunus domestica subsp. pomariorum)
  - slivoň mirabelka (Prunus domestica subsp. syriaca)
  - slivoň renklóda (Prunus domestica subsp. italica)
- Slivoň trnka (Prunus spinosa): euroasijské rozšíření
- Slivoň vrbová (Prunus salicina): původně Čína, Vietnam, Tchaj-wan, ruský Dálný východ, široce pěstována
- Slivoň medvědí (Prunus ursina): Turecko, Sýrie, Libanon, Izrael
- Meruňka brianconská (Prunus brigantina): Francie, Itálie, dříve řazena mezi meruňky do sekce Armeniaca
- Myrobalán italský (Prunus cocomilia): jihovýchodní Evropa, západní Asie

Sekce Prunocerasus: Severní Amerika
- Švestkovišeň americká (Prunus americana): USA, Kanada
- Švestkovišeň úzkolistá (Prunus angustifolia): jihovýchod a středojih USA
- Švestkovišeň malá (Prunus gracilis): jih USA
- Švestkovišeň zahradní (Prunus hortulana): centrální oblasti USA
- Švestkovišeň pomořská (Prunus maritima): keř porůstající písečné duny na atlantickém pobřeží severovýchodu USA
- Švestkovišeň mexická (Prunus mexicana): středojih USA, Mexiko
- Slivoň kanadská (Prunus nigra): středosever USA, východní Kanada
- Slivoň srdčitá (Prunus subcordata): Oregon, Kalifornie

Incertae sedis:
Sekce Penarmeniaca: pouze dva druhy rostoucí v xerofilních křovinách aridních oblastí na jihozápadě Severní Ameriky
- Slivoň Andersonova (Prunus andersonii): Kalifornie, Nevada
- Slivoň Fremontova (Prunus fremontii): Kalifornie, Mexiko

Sekce Chamaeamygdalus: dříve zahrnována ve větvi Amygdalus-Persica, což ale molekulární analýzy nepotvrdily a její pozice ve fylogenetickém stromu zůstává prozatím nejistá.
- Mandloň nízká (Prunus tenella): stepní oblasti od střední Evropy po Střední Asii
- Prunus petunnikowii: podobná předchozí, Střední Asie

Sekce Louiseania: dva druhy ze severovýchodní Asie, tradičně řazené mezi mandloně, fylogenetické vztahy však ukazují spíše na příbuznost k meruňkám nebo k sekci Microcerasus
- Mandloň stopkatá (Prunus pedunculata): Sibiř, Čína, Mongolsko; keř s atraktivními, sytě růžovými květy, adaptovaný na chladné a suché klima náhorních plošin
- Mandloň trojlaločná (Prunus triloba): původně Čína a Korea[35]

## Využití

### Gastronomie

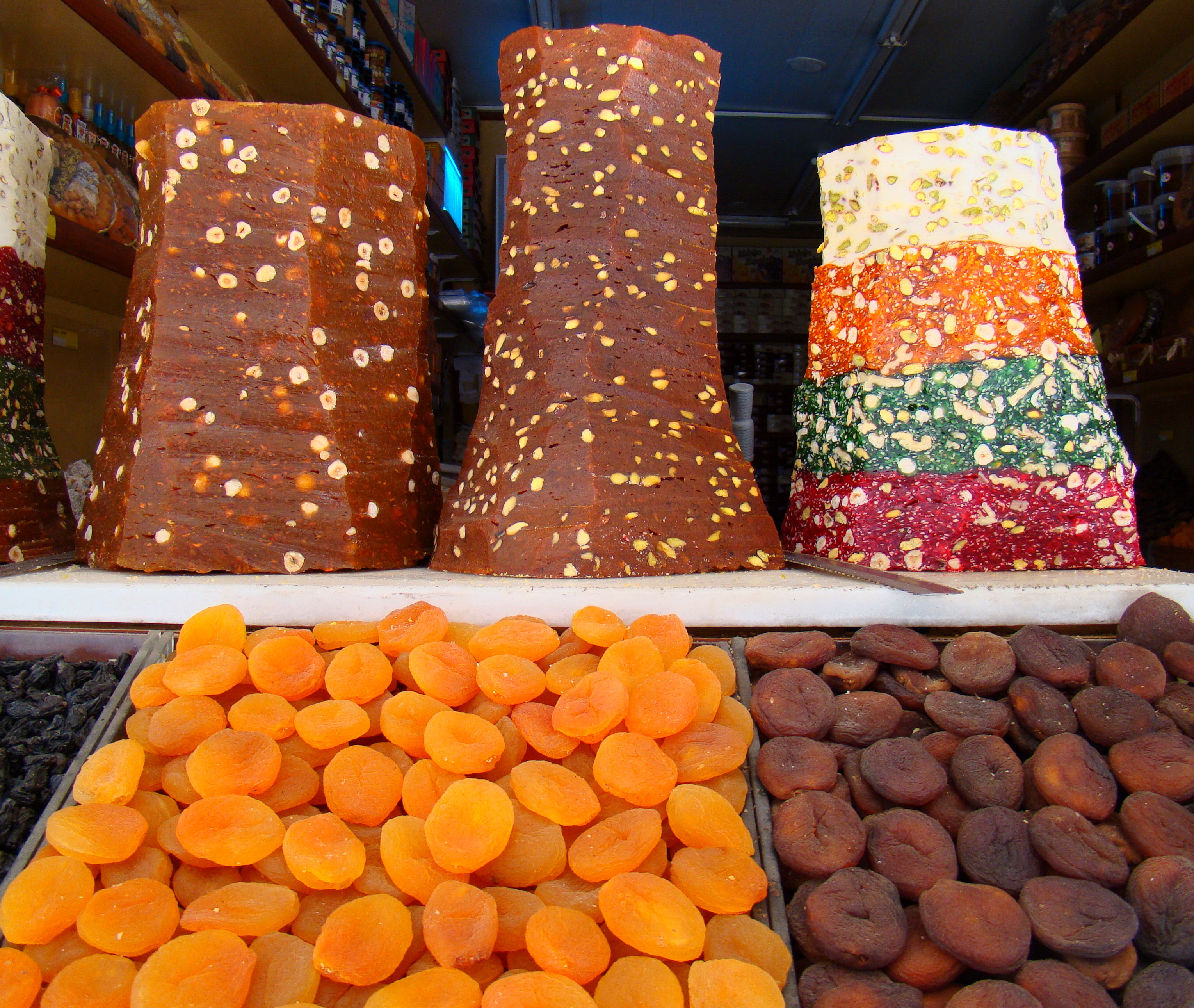
Sušené meruňky a z nich vyrobené dezerty v tureckém obchodě

Plody různých druhů slivoní patří k nejoblíbenějším druhům ovoce, jehož byla vyšlechtěna velká řada odrůd. Obsahují množství vitamínu A, B a C, stejně jako antioxidanty, množství minerálů (sodík, draslík, fosfor, vápník, hořčík, železo), fruktózu a další jednoduché cukry. Ve větším množství mají projímavé účinky. Spektrum jejich využití je nesmírně široké: od přímé konzumace v čerstvém stavu po výrobu kompotů, rozvářek, omáček, sirupů, džemů a povidel. Zralé plody nejsou příliš trvanlivé a rychle se kazí; pro uchování je lze sušit (meruňky, švestky), mrazit nebo kandovat. Využívány jsou též při pečení jako náplň oblíbených meruňkových či švestkových knedlíků, do koláčů a dezertů (třešňová nebo meruňková bublanina). Sladké mandle, vyšlechtěné na nízký obsah hořkého amygdalinu, mají všestranné užití v cukrářství, na výrobu marcipánu a různých pochutin, připravuje se z nich též výživné mandlové mléko. Tradiční součástí východoasijské kuchyně, postupem času objevovanou i v Evropě, jsou výrobky z japonské meruňky Prunus mume, jako je umeocet nebo sušené nakládané švestičky umeboshi. Ve východoasijských zemích využití tohoto nesmírně populárního stromu dále zahrnuje výrobu šťáv z kouřem uzených plodů, čaj ze sušených květních plátků, likéry a mnoho dalšího.
Samostatnou kapitolou je výroba alkoholických nápojů. Mnohé druhy peckovin jsou po prokvašení destilovány na oblíbené ovocné pálenky: v ČR především slivovice a meruňkovice, v jiných evropských zemích též destiláty z třešní, jako italské Maraschino (maraska) z odrůdy dalmatských višní, portugalská ginjinha či ginja nebo v německém prostoru pálenka Kirschwasser, využívaná též při přípravě fondue nebo v cukrářství jako náplň čokoládových dezertů. Macerováním nebo přídavkem višňové šťávy vznikají likéry jako višňovka nebo griotka, broskvová šťáva dodává chuť vodce Koskenkorva. Z jader broskví a meruněk se vyrábí pálenka zvaná persico, macerací týchž s dalšími přísadami likér Amaretto. Višně jsou tradiční přísadou belgického piva Kriek Lambik, ovocné lambiky lze vařit i s meruňkami, broskvemi nebo švestkami. Z trnek se místně vyrábí ovocné víno.
Nepříliš často jsou ze slivoní produkovány čisté druhové medy; nejčastější jsou ve Středomoří a v Kalifornii, především z broskvových, mandlových a třešňových plantáží, ale též z planých porostů třešně mahalebky.

### Okrasné pěstování

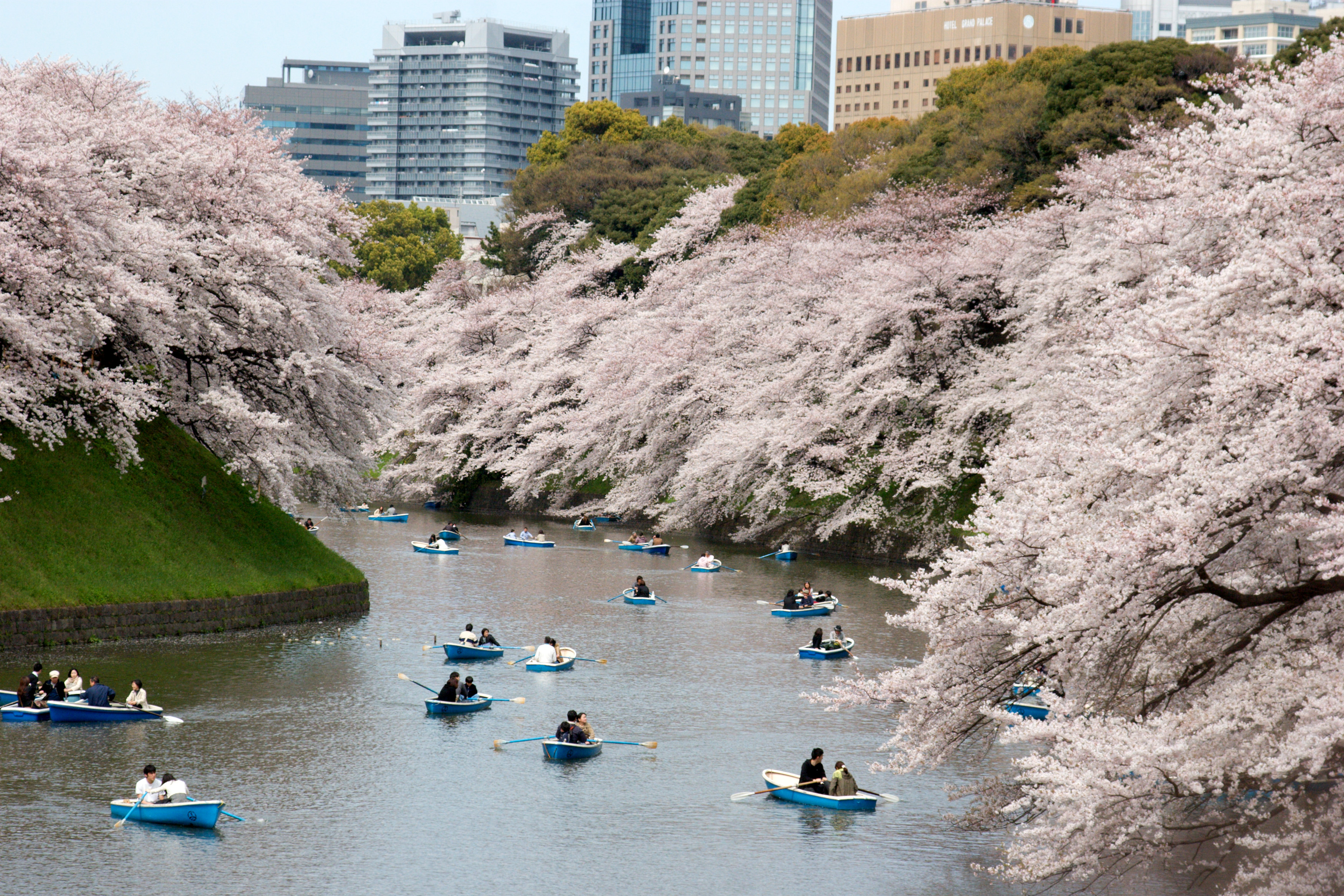
Plavba mezi rozkvetlými sakurami při japonském svátku Hanami

Rozkvetlé stromy různých druhů slivoní jsou atraktivní jarní podívanou, proto patří k hojně pěstovaným okrasným dřevinám a vyšlechtěna byla řada jejich ozdobných kultivarů, často plnokvětých, kromě přirozeného též s převislým nebo sloupovitým habitem. K výrazným estetickým účinkům patří též olistění a plody; některé druhy na podzim vybarvují své listy do červené (třešeň ptačí), zlatožluté (střemchy) či oranžové (sakura); celoročně tmavě purpurové listy má často pěstovaný myrobalán Prunus cerasifera 'Nigra'. Druhy s nižším vzrůstem se hodí jako předsadba pro vyšší skupiny dřevin, vzrůstnější druhy pak do alejových výsadeb nebo jako výrazně kvetoucí parkové solitéry. Oblíbené především v menších zahradách jsou také různé druhy růžově kvetoucích mandloní. Keřovité typy lze využít jako živý plot, zakrslé a plazivé keře pak na skalky nebo vřesoviště. Krom toho je lze s úspěchem využívat ve větších krajinářských úpravách a díky silnému a bohatému kořenovému systému též pro zpevňování svahů a břehů.

### Kulturní význam

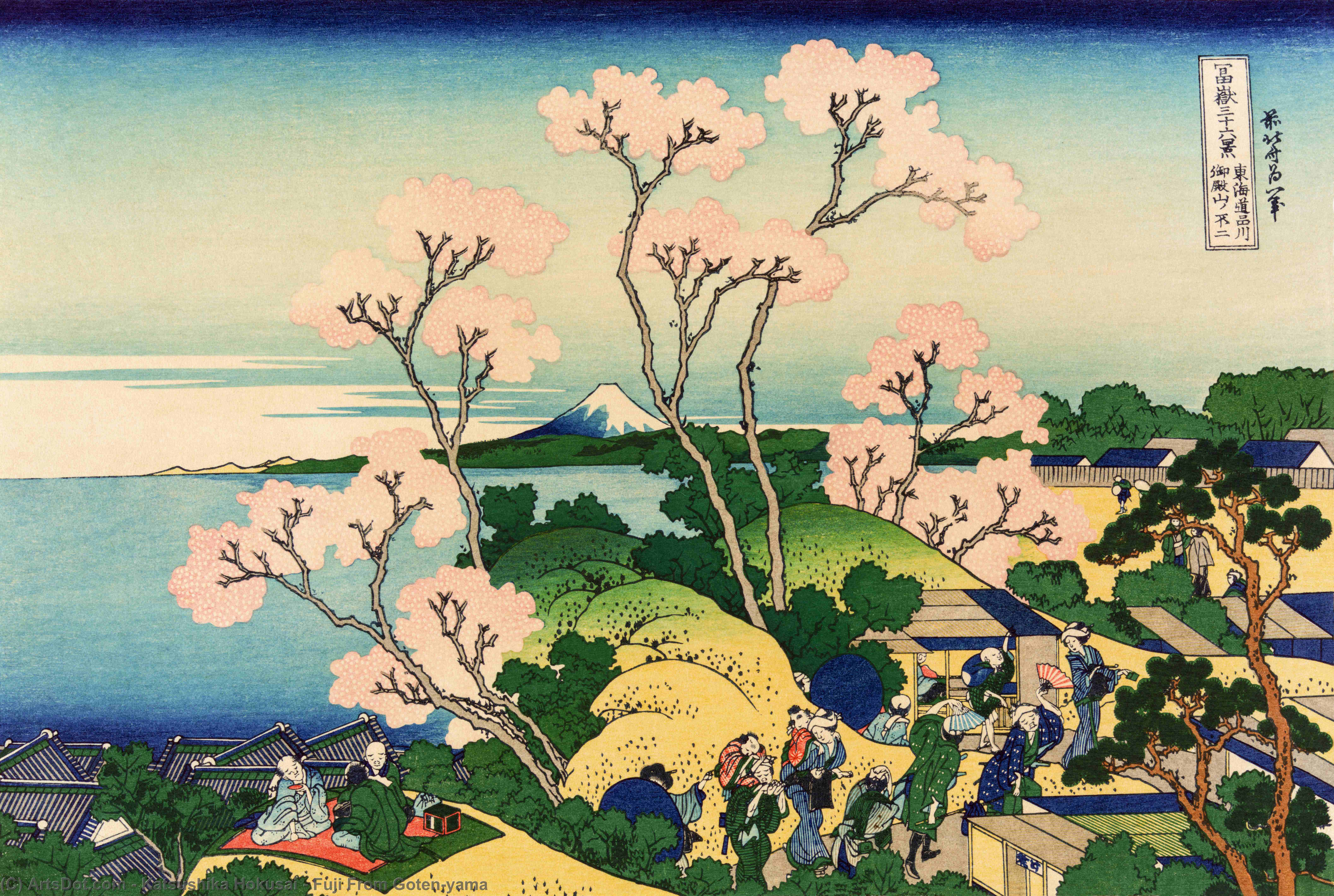
Kacušika Hokusai: dřevoryt z cyklu 36 pohledů na horu Fudži

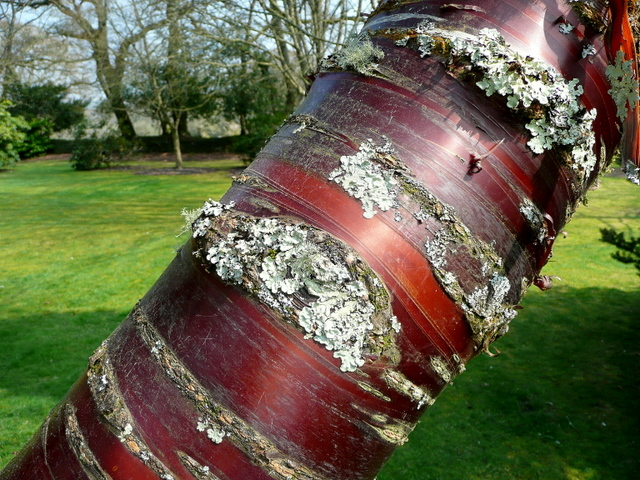
Měděně lesklá borka třešně tibetské (Prunus serrula)

Především ve východoasijských zemích hrají různé druhy slivoní významnou kulturní úlohu. Rozkvetlé sakury jsou jedním z nejznámějších symbolů Japonska, kolem nichž se točí mnoho zvyklostí a tradic společenského života. Během svátku Hanami, který vznikl pravděpodobně již v období Heian (8.–12. století), jsou kvetoucí sakury ve velkém množství pozorovány a obdivovány při piknicích za popíjení saké, a to jak ve dne, tak v noci za svitu lampionů. Podobně obdivované jsou v Japonsku i v Číně květy meruňky ume, která je též národní květinou Tchaj-wanu. Kvetoucí třešně a sakury jsou neodmyslitelnou součástí japonské a čínské poezie (mj. známá haiku básníka Bašó) a také výtvarného i užitého umění, včetně tvorby bonsají. Broskve pěstované v zahradě bohyně Xi Wangmu (西王母) a dozrávající jednou za několik tisíc let jsou v čínské mytologii ovocem nesmrtelnosti vyhrazeným bohům.
Oblíbeným motivem japonského a čínského umění jsou také „tři přátelé zimy“ – slivoň, borovice a bambus, zobrazované v uměleckých dílech, na užitém umění, společně vysazované v japonských zahradách nebo používané ve výzdobách vztahujících se k příchodu nového roku. Slivoně zde představují symbol vracejícího se jara, krásy, čistoty, prostoty, ale též pomíjivosti a nevyhnutelného úpadku všeho živého. Trnky byly v Evropě naopak symbolem kontrastu sil světla a temnoty a považovány za dřevinu čarodějnic. Mnoho dalších lidových pověr je spojeno se zvykem řezat počátkem prosince větévky slivoní (nejčastěji třešní) do vázy – Barborky.

### Dřevo
Dřevo slivoní (především švestkové, meruňkové a třešňové, ale i trnky nebo některých druhů střemchy) je tvrdé, pevné a díky svému atraktivnímu oranžovému nebo hnědočervenému zbarvení s výraznou kresbou velmi ceněné v uměleckém truhlářství a řezbářství. U některých druhů nahořkle voní po mandlích. Bývá vyhledáváno i jako náhrada exotických dřev tropických stromů. Evropské slivoně ovšem obvykle nejsou cíleně pěstovány pro dřevařské využívání a jednotlivé stromy také nejsou na rozdíl od tropických druhů příliš vzrůstné, proto dřevo bývá obchodováno pouze příležitostně a v malých objemech, například při likvidaci nebo obnově starých sadů a zahrad. Je vhodné k soustružení, dobře se ohýbá, lepí i leští. Vyrábí se z něj ozdobný dýhovaný nábytek nebo hudební nástroje, stejně jako drobné dekorační předměty jako svícny, tácy, dózy, sošky, spony do vlasů, střenky nožů, rámy obrazů, dýmky či dřevěné šperky. Pro svou vysokou výhřevnost a jemnou ovocnou vůni dýmu je oblíbeným dřevem na grilování a uzení.

### Medicína a kosmetika
Některé druhy patří mezi léčivky. Např. z kůry slivoně africké (Prunus africana) bohaté na fytosteroly se průmyslově vyrábí antiprostatické preparáty. Díky obsahu prunasinu a amygdalinu je lze teoreticky využívat i jako žaludeční tonikum, při předávkování však hrozí otrava. Z jader mandloní, ale i meruněk, švestek nebo broskví se lisuje aromatický olej využívaný ve farmacii, parfumerii a kosmetice; především díky svým zvlhčujícím, zvláčňujícím a regeneračním účinkům na pleť a vlasy je častou součástí různých pleťových masek, mastí a kosmetických krémů. Součástí tradiční čínské medicíny je užívání přípravků ze švestek ume, jejichž účinky coby antioxidantu, prostředku proti únavě, překyselení organismu, poruchám zažívání a proti bakterii Helicobacter pylori způsobující gastritidu a žaludeční vředy byly prokázány i moderními medicínskými výzkumy.

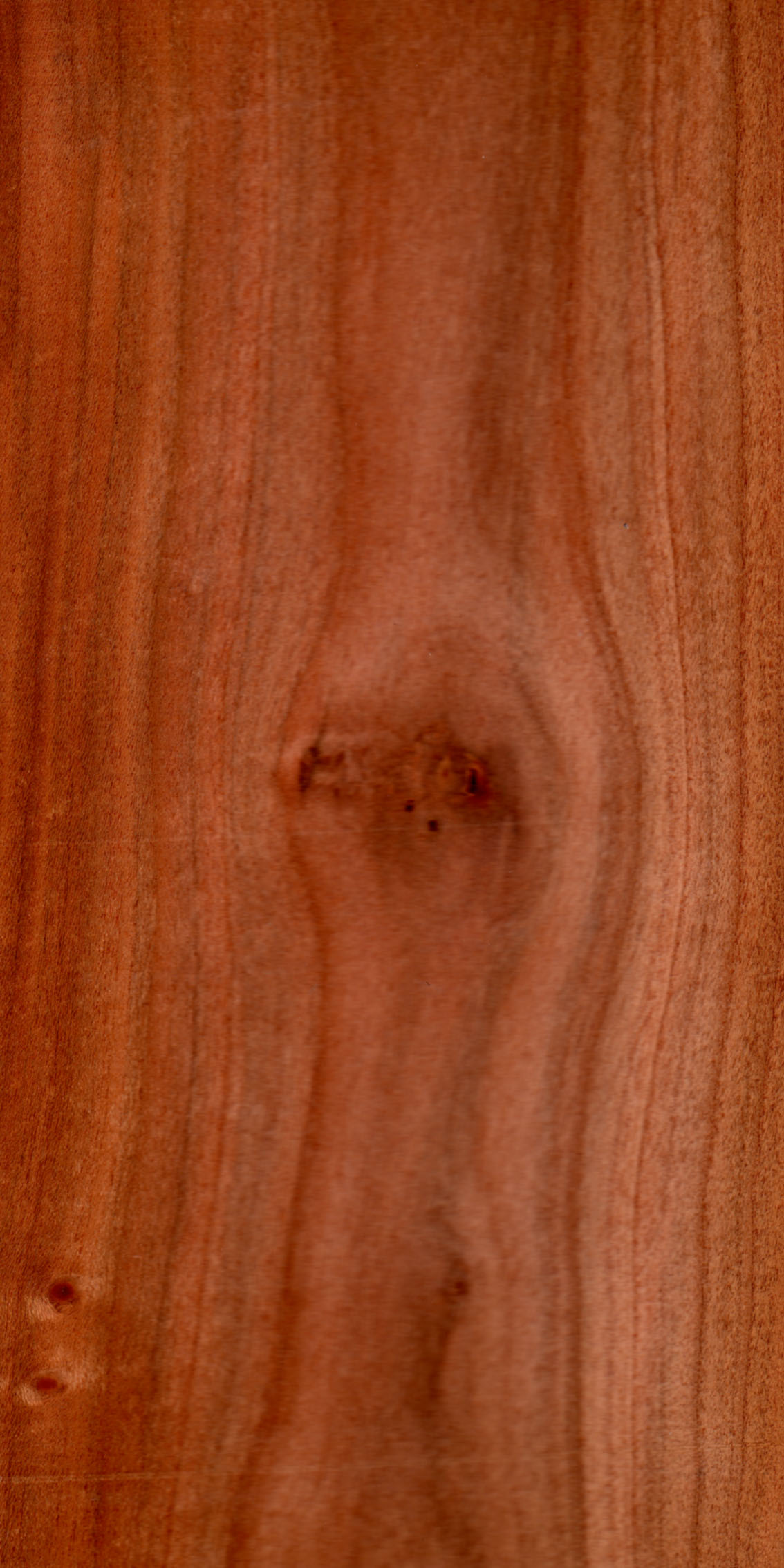
Švestkové dřevo
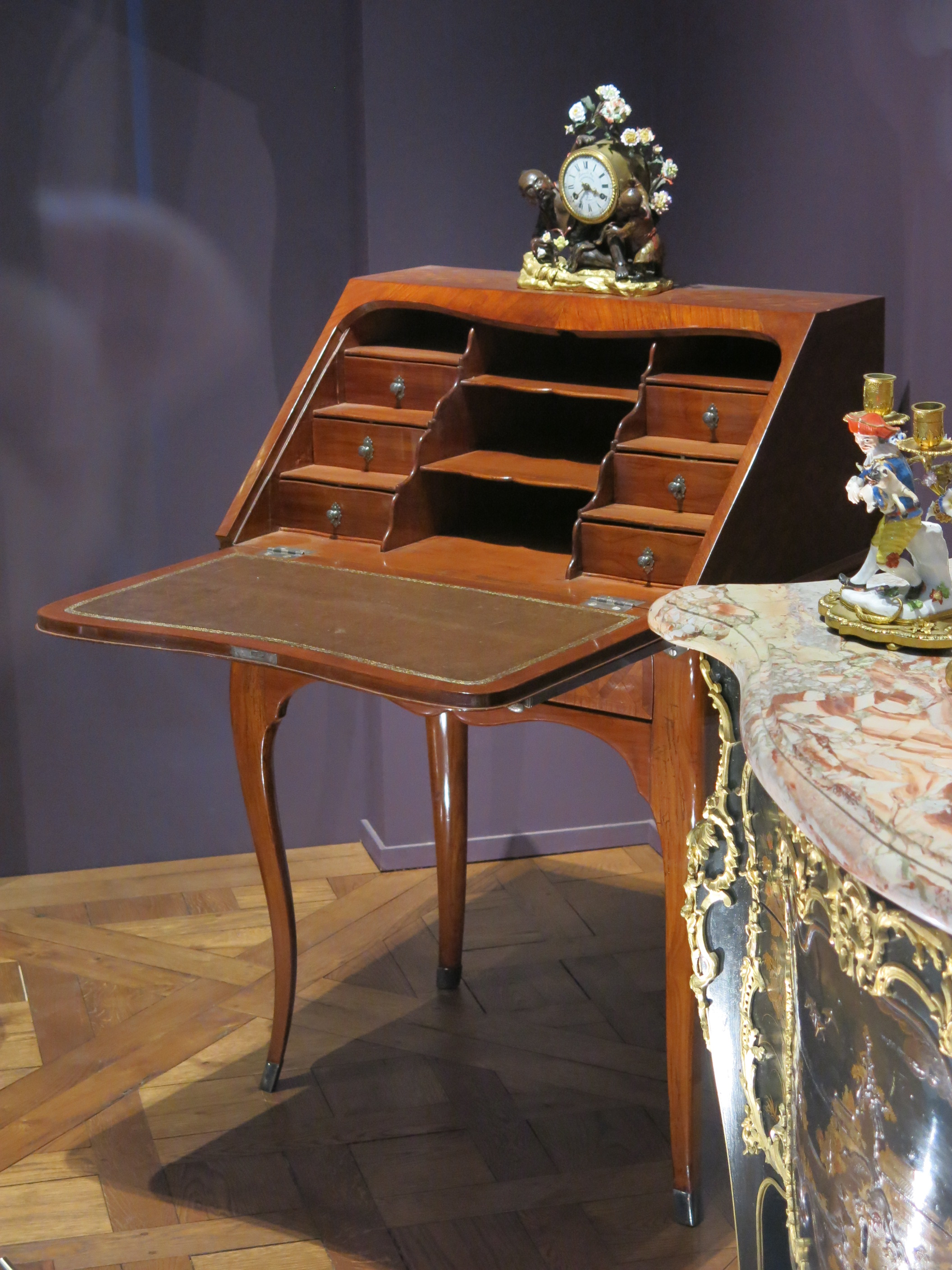
Sekretář z třešňového dřeva, vystavený v pařížském Louvru
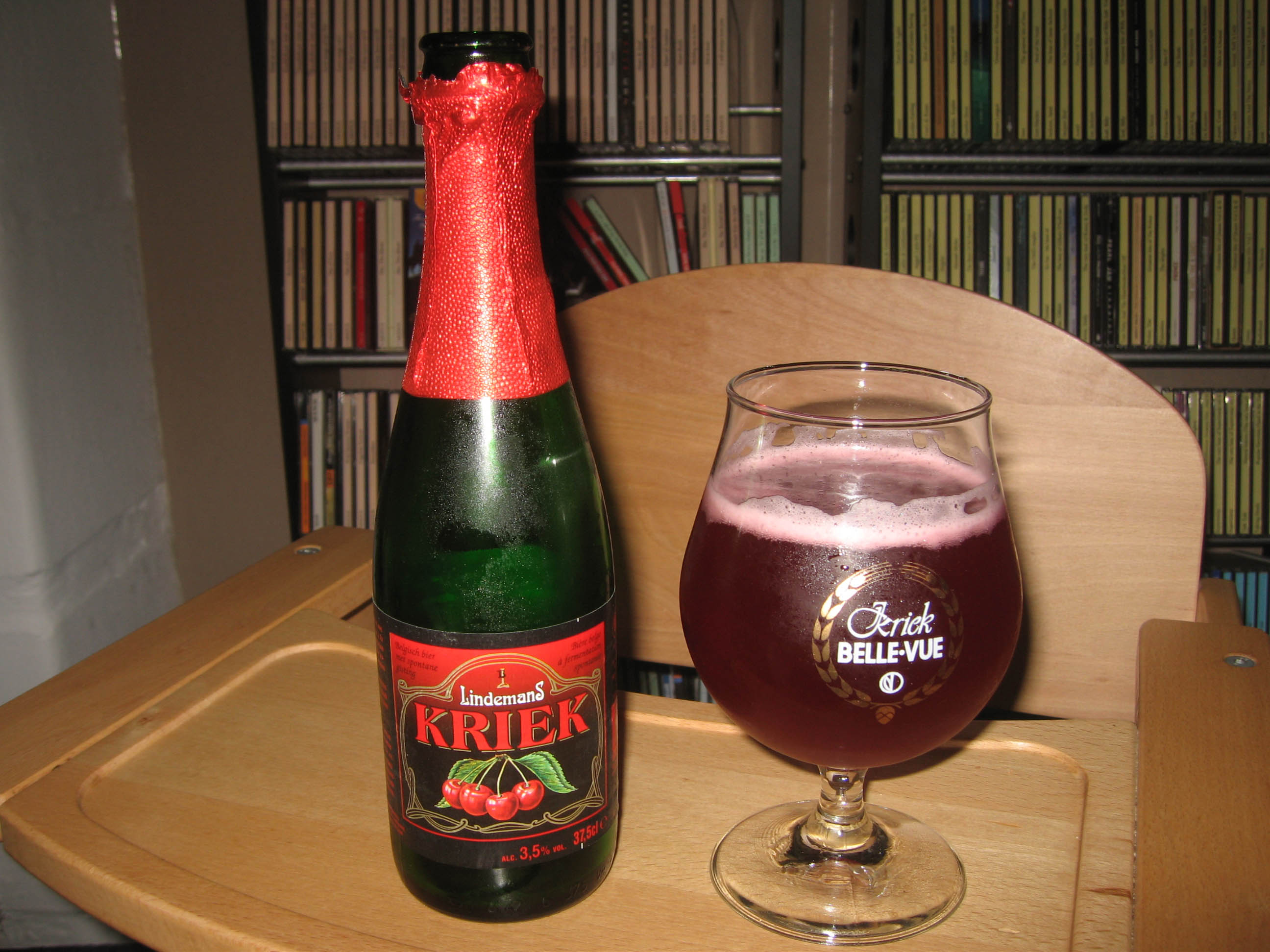
Belgické pivo Kriek Lambik
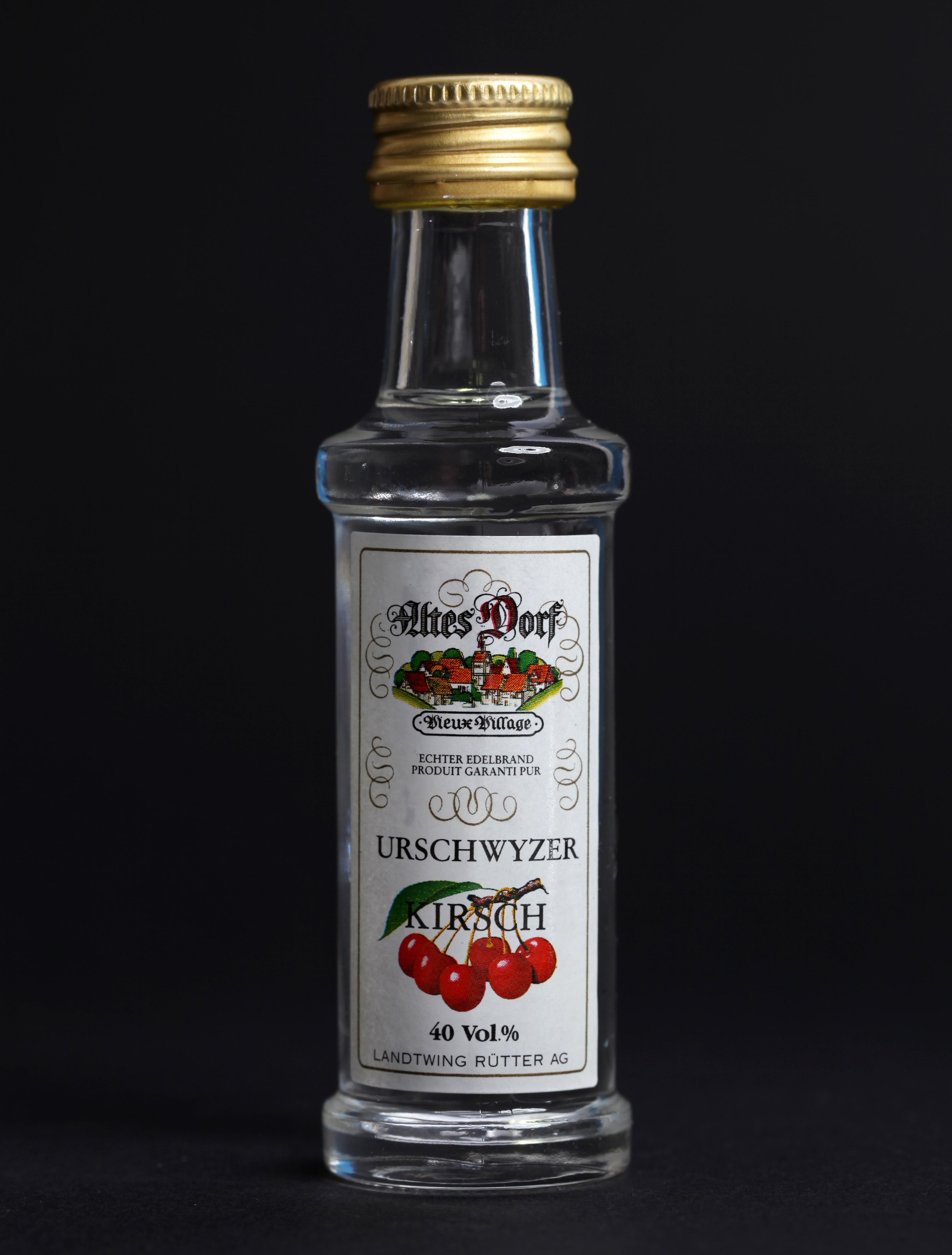
Třešňový destilát Urschwyzer Kirsch
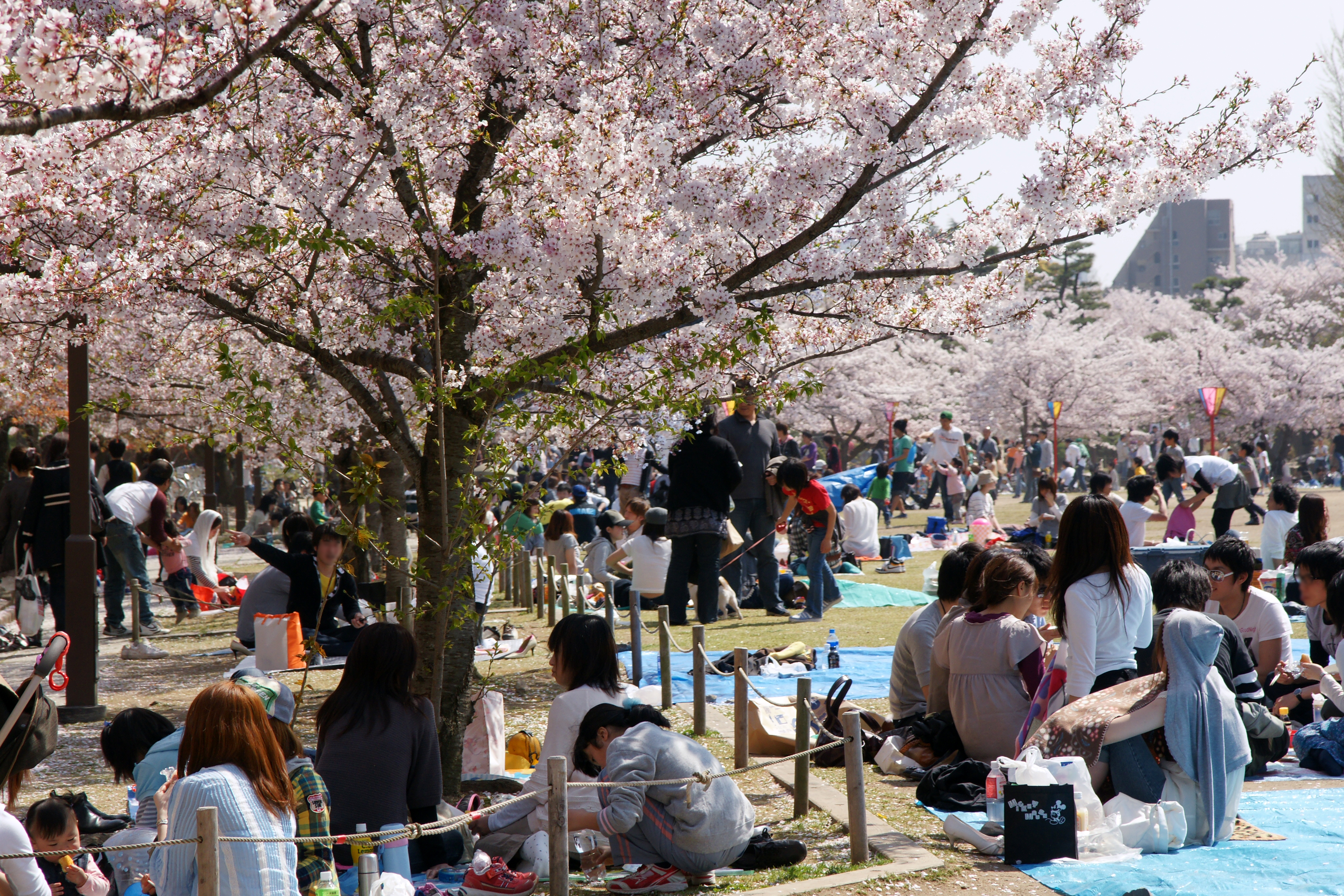
Hanami v Japonsku
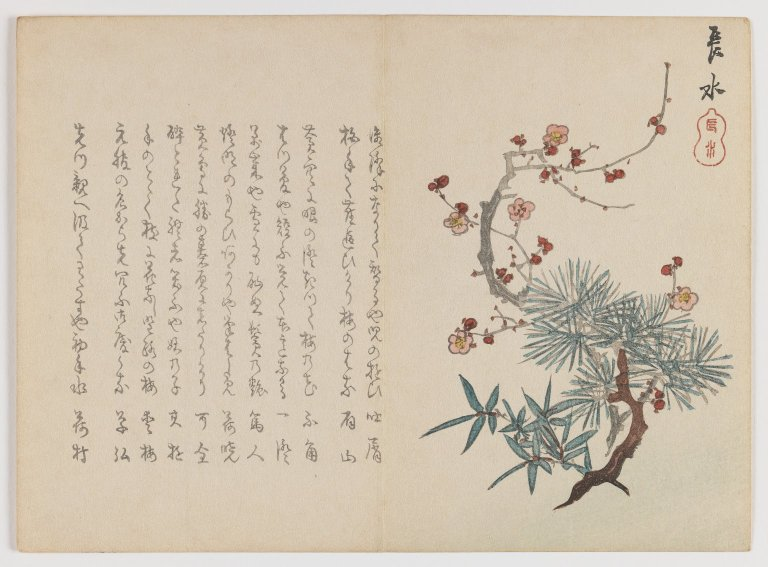
Tři zimní přátelé na japonském tisku z 19. století
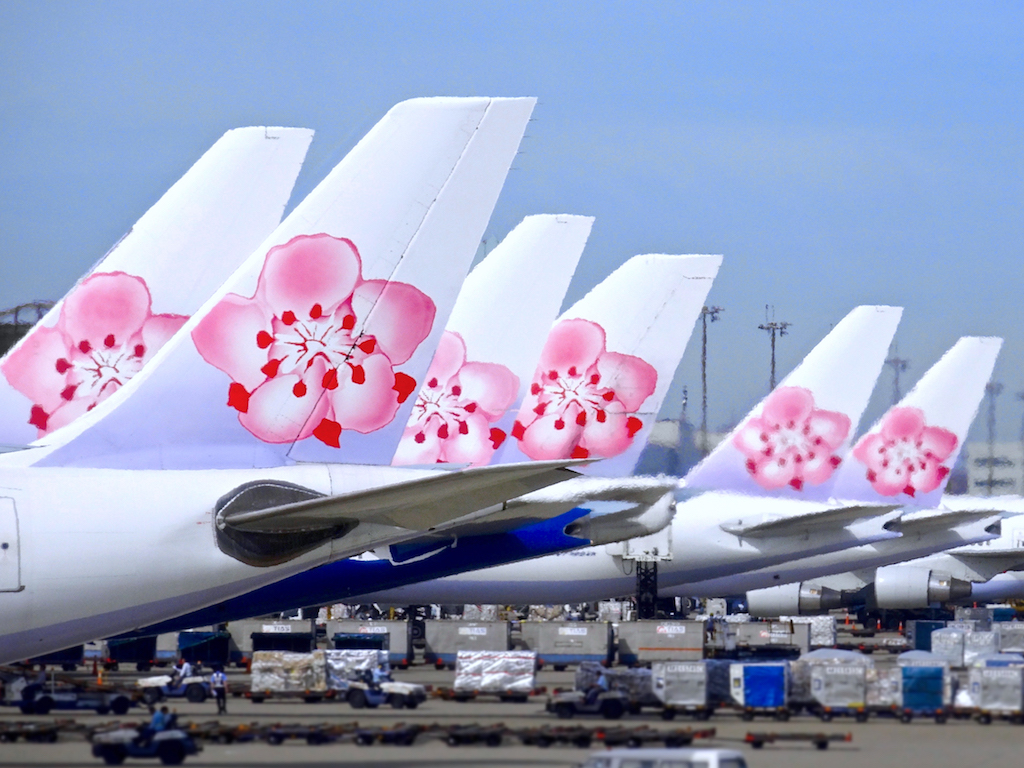
Květ meruňky ume jako symbol čínských aerolinek

## Pěstování

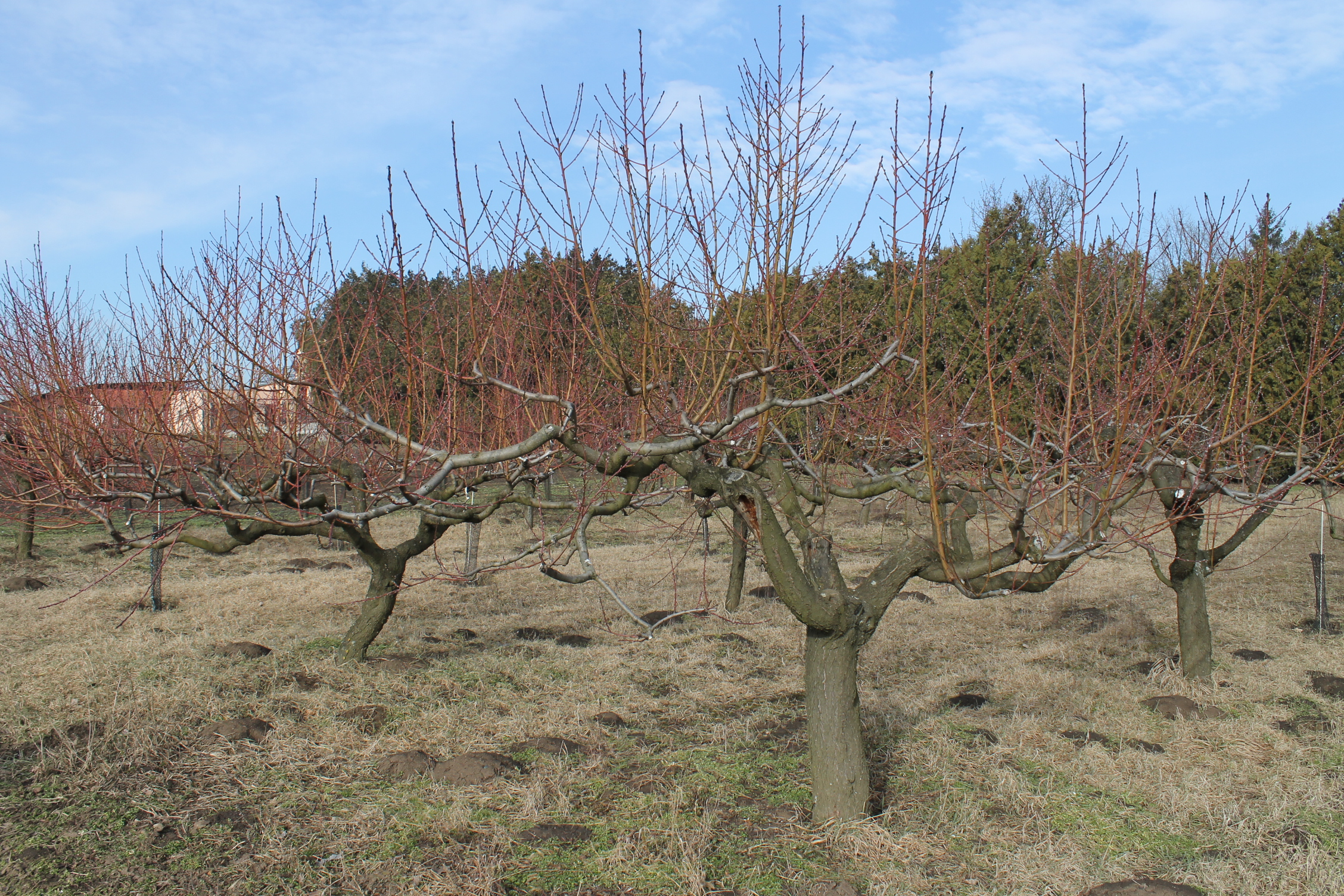
Sad broskvoní

Cílené pěstování různých druhů slivoní zavedli v Evropě Římané, kteří se s ním setkali na svých výbojích východním směrem, především na Blízký východ a do Persie, odkud přivezli sazenice meruněk, broskví či švestek. Jejich pěstování v Mezopotámii či starověké Číně se odhaduje již na dvě tisíciletí před naším letopočtem, patří tedy k velmi starým kulturním rostlinám. Vyžadují obvykle lehčí, propustnou, hluboce humózní půdu a krom třešní či švestek též chráněné, teplé polohy. Slivoně rychle rostou a již několik let po výsadbě vyžadují vysoké dávky hnojiv. Jako základ je možné používat chlévský hnůj v množství 300 q na hektar nejméně jednou za tři roky. Minerální hnojiva se doporučují dávat v několika intervalech, zvláště v případě hnojiv s obsahem dusíku. Přihnojení dusíkem po polovině června může vyvolat špatné vyzrávání letorostů. Doporučuje se ukončit hnojení dusíkem v případě, že jsou letorosty příliš dlouhé. Je vhodné též půdu přiměřeně vápnit.
Odrůdy slivoní se pro hospodářské účely jen zřídka množí generativně. Vyšlechtěné odrůdy se množí vegetativně očkováním a roubováním na řadu různých podnoží, některé původní druhy se ve školkařství množí řízkováním. V ČR je nejpoužívanější podnoží pro slivoně švestky myrobalán, neboť je značně přizpůsobivý půdním podmínkám a většina ušlechtilých odrůd slivoní s ním dobře srůstá. Také je používána Wangenheimova švestka a její kříženci. Často používanou vegetativně množenou podnoží je MY-KL-A – červenolistý myrobalán, což je kříženec mezi Prunus cerasifera a P. cerasifera 'Atropurpurea'. Podnož je snadno množitelná ze zelených i dřevitých řízků. Jako podnož pro třešně a višně se používá i mahalebka.